# 8. Juli
Der 8. Juli ist der 189. Tag des gregorianischen Kalenders (der 190. in Schaltjahren), somit bleiben 176 Tage bis zum Jahresende. Seit 1993 beginnt an diesem Tag die Amtszeit des lettischen Präsidenten.

## Ereignisse

### Politik und Weltgeschehen
- 1099: Während des Ersten Kreuzzugs ziehen die hungernden Kreuzfahrer zur Hebung ihrer Moral dreimal barfuß um die belagerte Stadt Jerusalem.
- 1167: In der Schlacht bei Sirmium unterliegen die Ungarn den Truppen des Byzantinischen Reichs. Ungarn schließt in der Folge in Belgrad Frieden mit Kaiser Manuel I. Komnenos.
- 1343: Der Vertrag von Kalisch beendet die Streitigkeiten zwischen Polens König Kasimir III. und dem Deutschordensstaat über Gebietsansprüche. Pommerellen, das Kulmerland und das Michelauer Land werden als Ordensbesitz anerkannt.

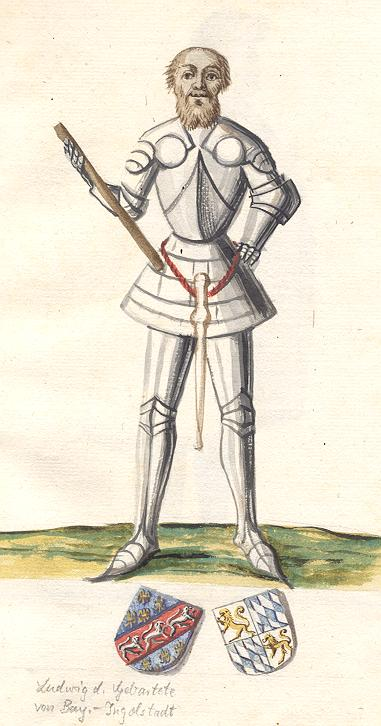
1415: Ludwig der Gebartete

- 1415: Auf dem Konzil von Konstanz wird die im Jahr zuvor von Gegnern Herzog Ludwigs des Gebarteten von Bayern-Ingolstadt unter Ludwigs Cousin Heinrich dem Reichen von Bayern-Landshut gegründete Sittichgesellschaft in die Konstanzer Liga umgewandelt. Dem Verteidigungsbündnis auf Ludwigs Lebenszeit gehören unter anderem die Herzöge von Bayern-München, Ernst und Wilhelm, Pfalzgraf Johann von Pfalz-Neumarkt, Burggraf Friedrich von Nürnberg (gleichzeitig Markgraf von Brandenburg) und Kurfürst Ludwig von der Pfalz an.
- 1455: Beim Altenburger Prinzenraub lässt Kunz von Kauffungen die beiden Söhne des sächsischen Kurfürsten Friedrich des Sanftmütigen, Ernst und Albrecht, aus dem Altenburger Schloss entführen, um finanziellen Forderungen aus dem Sächsischen Bruderkrieg Nachdruck zu verleihen.

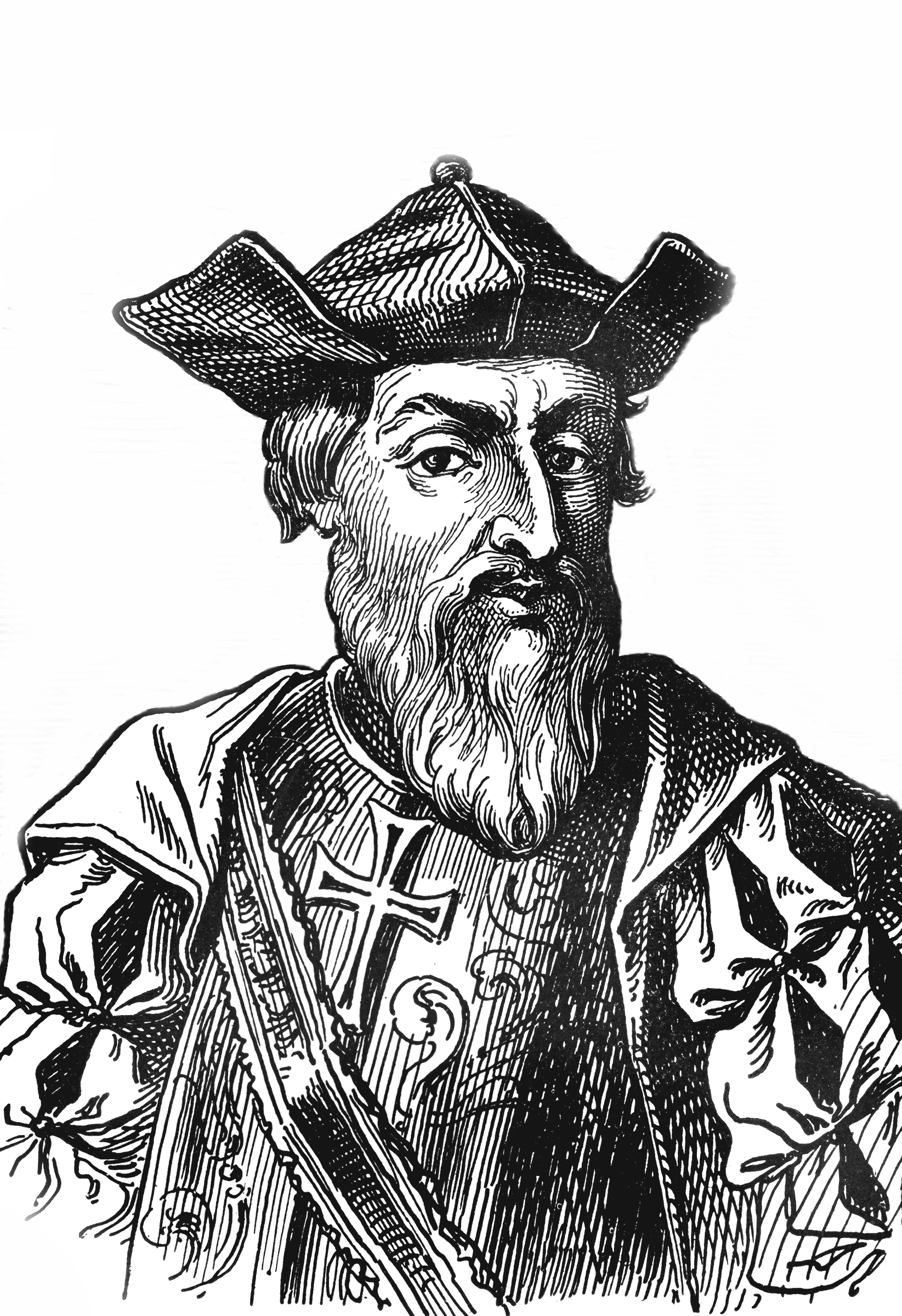
1497: Vasco da Gama

- 1497: Vasco da Gama verlässt den Hafen Restelo bei Lissabon mit vier Schiffen, um den Seeweg nach Indien zu finden.
- 1506: Mit dem Primogeniturgesetz regelt Herzog Albrecht IV. von Bayern die künftige Unteilbarkeit des Herzogtums Bayern. Der erstgeborene Sohn erbt allein, andere Nachkömmlinge werden finanziell abgesichert.
- 1514: Der Tübinger Vertrag zwischen Herzog Ulrich von Württemberg und seinen Landständen kommt zustande. Gegen Übernahme der herzoglichen Schulden erhalten letztere Mitspracherechte bei Steuererhebung und Landesverteidigung.

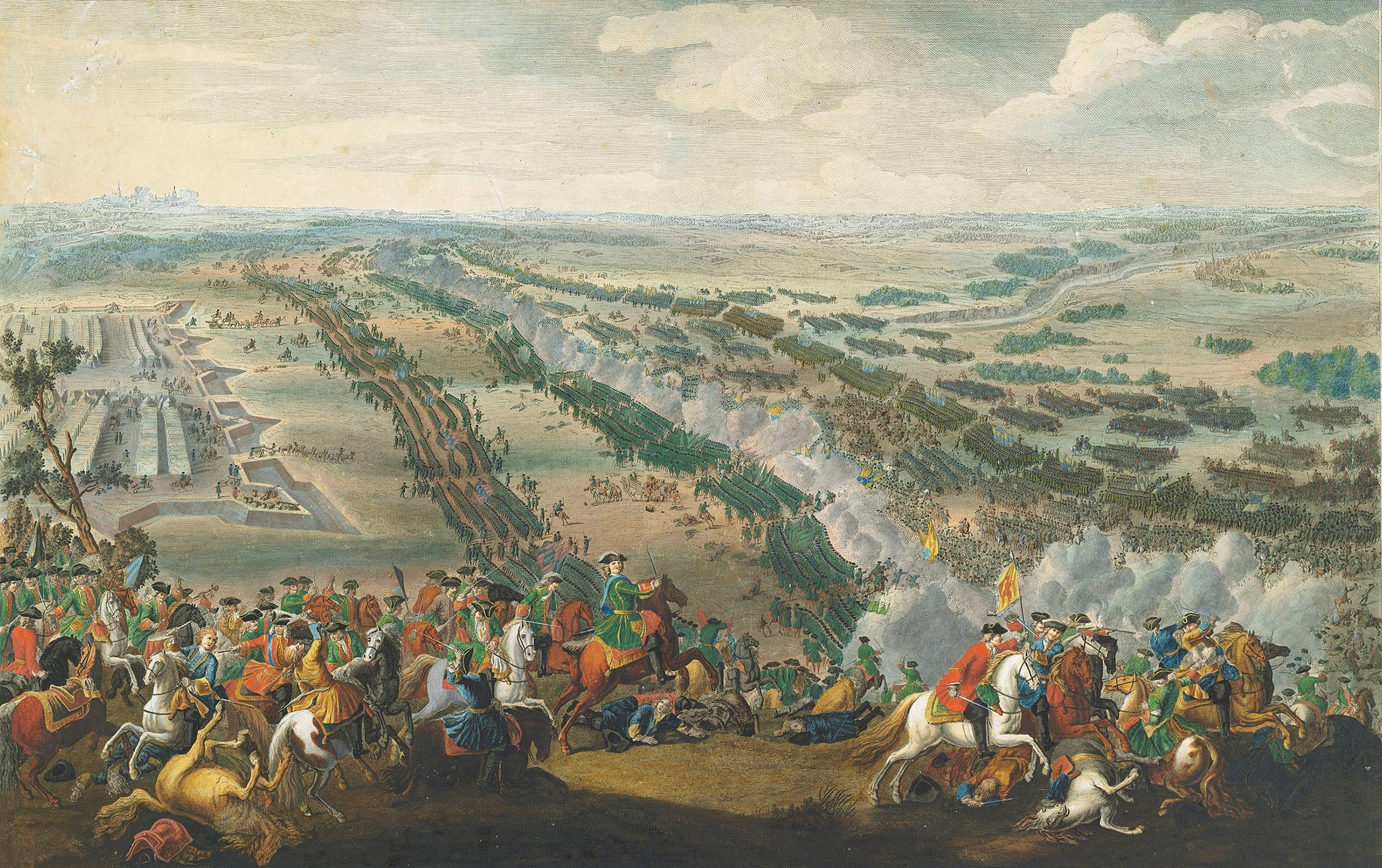
1709: Schlacht bei Poltawa

- 1709: Der Sieg der russischen Armee unter Peter dem Großen gegen die Schweden unter Karl XII. in der Schlacht bei Poltawa bringt die Wende im Großen Nordischen Krieg.
- 1716 Mit der Niederlage im Seegefecht im Dynekilen-Fjord scheitert der schwedische Norwegenfeldzug während des Großen Nordischen Kriegs.
- 1758: In der Schlacht von Carillon während des Franzosen- und Indianerkriegs in Nordamerika erleidet eine britische Armee unter General James Abercrombie eine schwere Niederlage gegen die von Louis-Joseph de Montcalm geführten Franzosen.
- 1760: Im Franzosen- und Indianerkrieg kommt es mit dem Gefecht auf dem Restigouche-Fluss zum letzten vergeblichen Versuch der Franzosen, ihre Besitzungen in Neufrankreich zu halten.
- 1775: Der Zweite Kontinentalkongress beschließt die Olivenzweigpetition zur Vorlage an Georg III. als letzten Versuch einer friedlichen Einigung mit der britischen Krone.

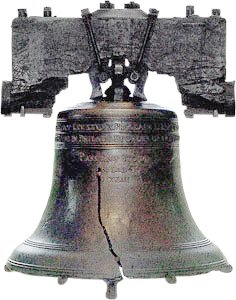
1776: Liberty Bell

- 1776: Beim ersten öffentlichen Verlesen der Amerikanischen Unabhängigkeitserklärung wird in Philadelphia auch die Liberty Bell geläutet.
- 1809: In der Schlacht bei Gefrees während des Fünften Koalitionskriegs zwingen österreichische Truppen die französischen Einheiten zum Rückzug.
- 1833: Im Vertrag von Hünkâr İskelesi versichern Russland und das Osmanische Reich einander Beistand für den Fall eines Angriffs irgendeiner anderen Macht auf den Vertragspartner.
- 1846: Der „offene Brief“ König Christians VIII. von Dänemark mit der Feststellung, Schleswig und Lauenburg gehörten zur Krone Dänemarks, löst unter den Einwohnern und in Holstein eine Welle der Empörung und in weiterer Folge den Schleswig-Holsteinischen Krieg aus.

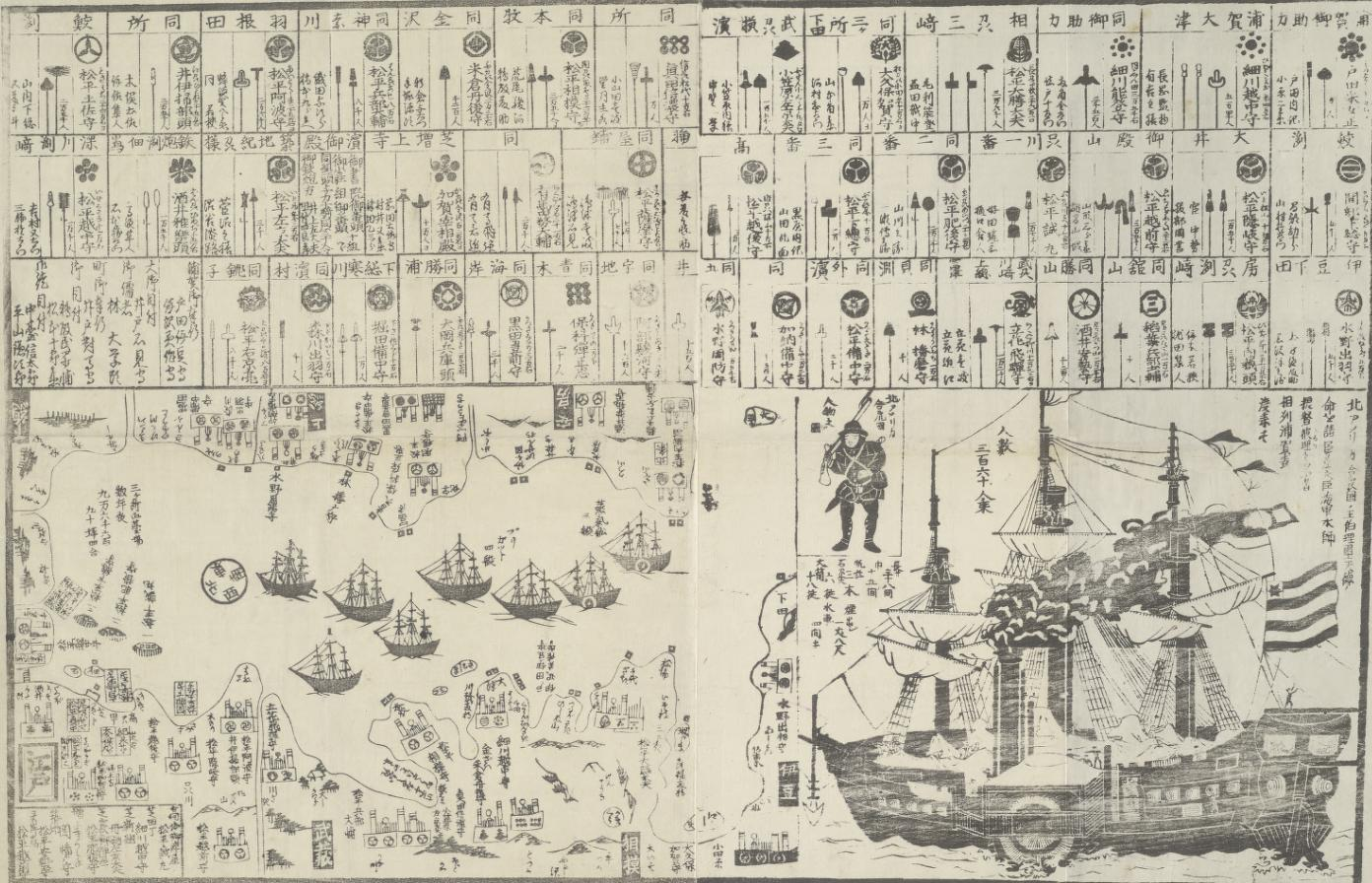
1853: Perrys Flotte

- 1853: Niedergang der Tokugawa: Der US-amerikanische Commodore Matthew Perry dringt mit seinen Kriegsschiffen in die Bucht von Edo ein und erzwingt damit die Aufnahme diplomatischer Beziehungen mit Japan und das Ende der japanischen Landesabschließung.

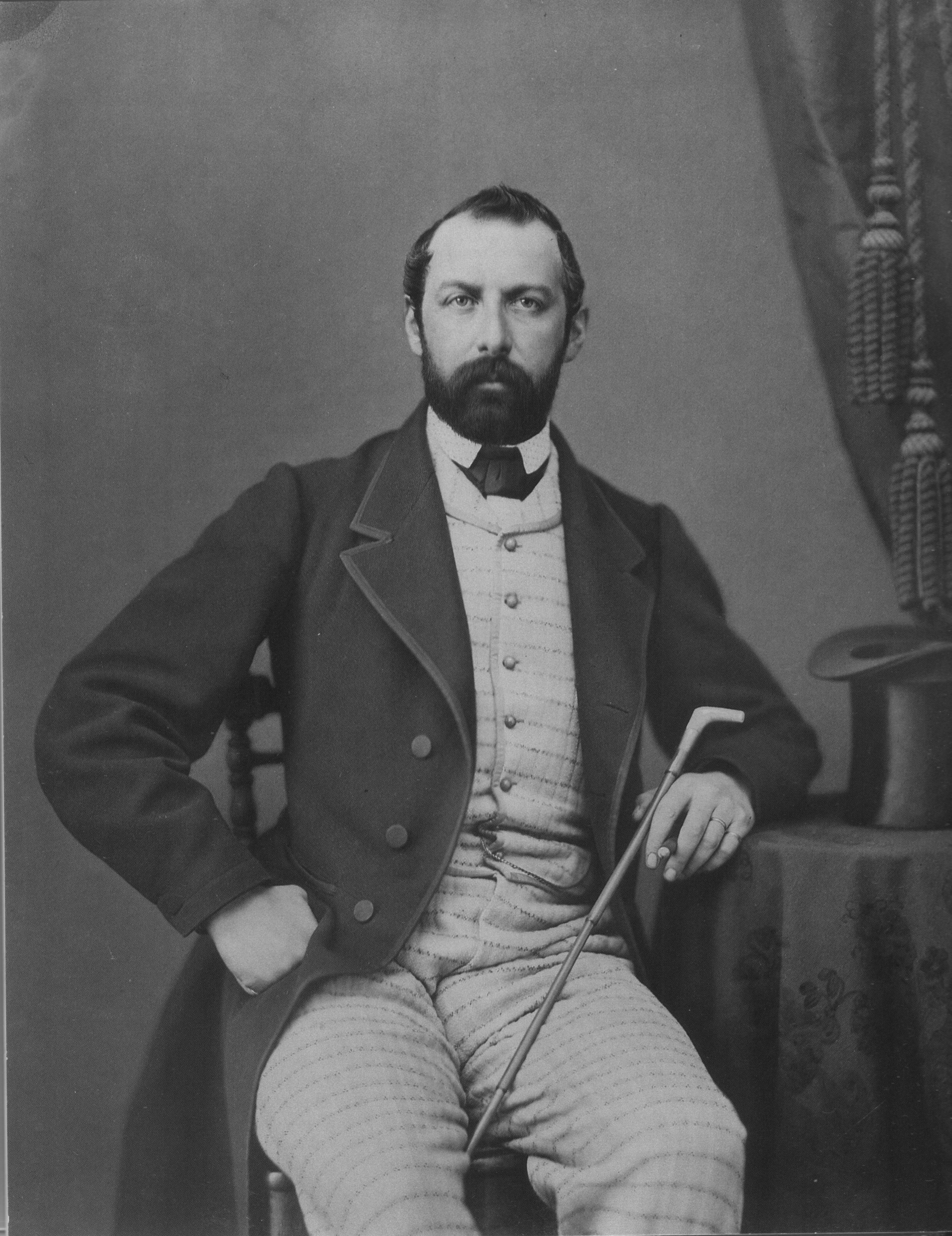
1859: Karl XV.

- 1859: Karl XV. besteigt den Thron von Schweden und Norwegen.
- 1866: Prag wird im Deutschen Krieg kampflos von den Preußen besetzt.
- 1876: Mit der mündlich vereinbarten Konvention von Reichstadt werden sich die Großmächte Österreich-Ungarn und das Russische Reich in der Orientalischen Frage einig. Unter anderem wird auf dem Balkan die Einflusssphäre der beiden Mächte mit fast völligem Einvernehmen abgegrenzt.
- 1912: In Portugal kommt es zu einem von Henrique Mitchell de Paiva Couceiro organisierten Putsch-Versuch gegen die Regierung.
- 1913: Neun Tage nach dem bulgarischen Angriff auf beide Länder erklären Serbien und Griechenland Bulgarien den Krieg.
- 1937: Die Türkei, Iran, der Irak und Afghanistan schließen den Vertrag von Saadabad ab, der maßgeblich zur Entspannung im Nahen Osten beiträgt.
- 1940: Zweiter Weltkrieg: Die Seeschlacht bei Punta Stilo zwischen der britischen Royal Navy und der italienischen Regia Marina endet mit einem Unentschieden.
- 1947: US-General Roger Ramey erläutert der Presse, bei in der Nähe von Roswell (New Mexico) aufgefundenen Trümmerteilen handele es sich um Überreste eines Wetterballons. Eine frühere Luftwaffen-Meldung über den Fund eines UFOs wird dementiert.

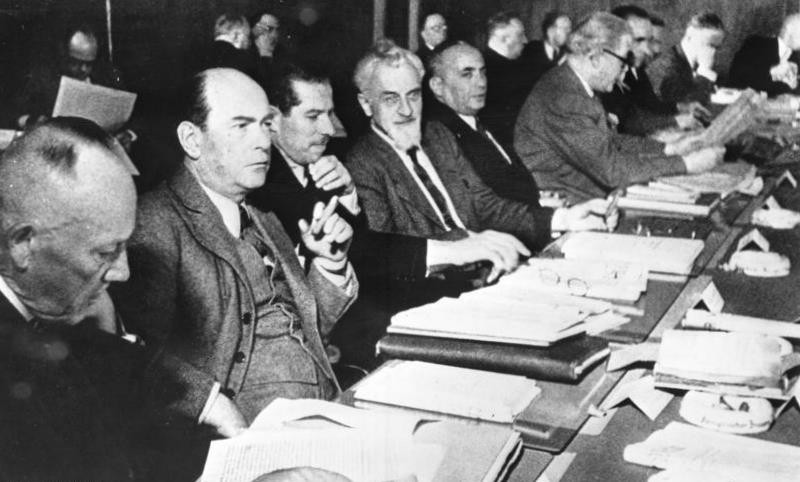
1948: Teilnehmer der Rittersturz-Konferenz

- 1948: Auf dem Aussichtspunkt Rittersturz in Koblenz beginnt die Rittersturz-Konferenz der elf westdeutschen Ministerpräsidenten. Thema der bis zum 10. Juli dauernden Konferenz sind die Frankfurter Dokumente, die am 1. Juli 1948 von den Westmächten an die Westdeutschen überreicht worden sind und die Bedingungen für eine westdeutsche Staatsgründung stellen.
- 1952: In München werden für Fußgänger die ersten Zebrastreifen in Deutschland angelegt.
- 1966: Ndizeye setzt seinen Vater, König Mwami Mwambutsa II. in dessen Abwesenheit ab und besteigt als König Ntare V. Ndizeye selbst den Thron Burundis.
- 1973: Mariano Rumor wird neuer Regierungschef Italiens.
- 1974: Rudolf Kirchschläger wird zum ersten Mal als österreichischer Bundespräsident angelobt.
- 1989: In Argentinien wird der peronistische Wahlsieger Carlos Menem nach dem vorzeitigen Rücktritt seines Amtsvorgängers Raúl Alfonsín als neuer Staatspräsident vereidigt.
- 1994: Beim G7-Gipfeltreffen der westlichen Industrienationen in Neapel nimmt erstmals mit Boris Jelzin ein russischer Präsident an den Beratungen teil.
- 1997: Als erste unter den ehemaligen Staaten des Warschauer Paktes werden Polen, Ungarn und Tschechien zur Mitgliedschaft in der NATO eingeladen.
- 2001: Ein chilenisches Berufungsgericht beschließt die Aussetzung des Verfahrens gegen den Ex-Diktator Augusto Pinochet.
- 2010: Tag der drei Präsidenten in Polen: Das Amt des Staatsoberhauptes wird kommissarisch aufeinanderfolgend von Bronisław Komorowski, Bogdan Borusewicz und Grzegorz Schetyna ausgeübt.
- 2014: Nach der Entführung und Ermordung von drei Teenagern durch Mitglieder der palästinensischen Terror-Organisation Hamas und der daran anschließenden Gewalteskalation beginnen israelische Streitkräfte mit einer Bodenoffensive im Gazastreifen. Die Operation Protective Edge dauert bis Ende August.

### Wirtschaft
- 1836: Die Sächsische Dampfschiffahrt entsteht auf der Basis eines Privilegs, das König Friedrich August II. von Sachsen zwölf Dresdner Bürgern gewährt.

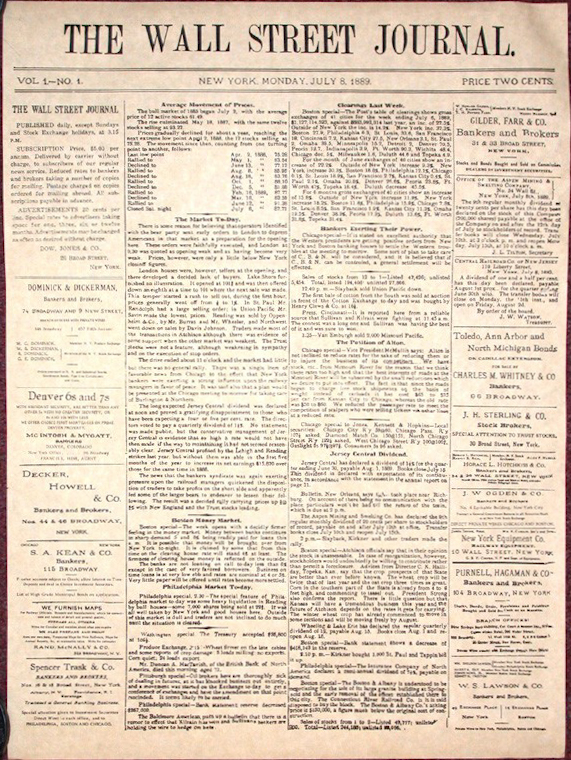
1889: Erstausgabe des Wall Street Journals

- 1889: Die Erstausgabe des Wall Street Journal wird veröffentlicht.
- 1930: Die Bayerische Zugspitzbahn verkehrt auf der gesamten Strecke von Garmisch-Partenkirchen bis zum Schneefernerhaus auf der Zugspitze.
- 1932: Der Dow-Jones-Index in den USA erreicht in der Zeit der Weltwirtschaftskrise seinen historisch niedrigsten Stand mit 41,22 Punkten.
- 1936: Zum ersten Mal landet ein Flugzeug, eine Ju 52, auf dem Flug- und Luftschiffhafen Rhein-Main. Dies gilt als Eröffnung des Flughafens.
- 1960: Einer der höchsten befahrbaren Straßenpässe auf Erden, der Abra el Acay, wird nach drei Jahren Bauzeit in Argentinien fertiggestellt. Er ist Teil der Ruta Nacional 40 und setzt auf der ungeteerten Strecke geländegängige Fahrzeuge voraus.
- 1995: Die Spielkonsole Sega Saturn wird in Europa veröffentlicht.

### Wissenschaft und Technik
- 1842: Die totale Sonnenfinsternis vom 8. Juli 1842 ist in Nordafrika, Europa, der Arktis und fast ganz Asien sichtbar.

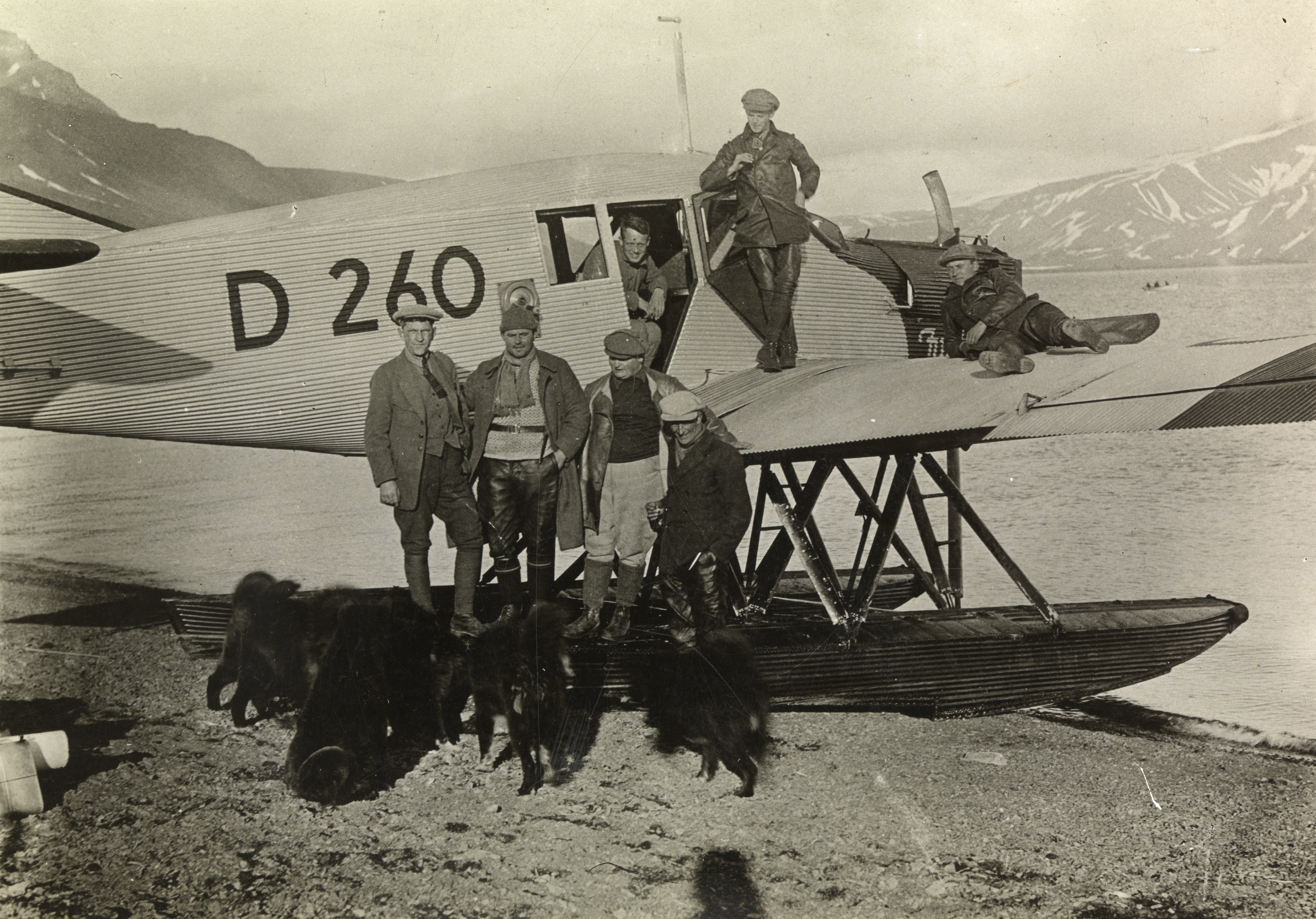
1923: Expeditionsmitglieder vor der Junkersmaschine

- 1923: Auf der Junkers-Spitzbergen-Expedition überfliegen Arthur Neumann und Walter Mittelholzer mit der Junkers F 13 Eisvogel erstmals den 80. Breitengrad.
- 1928: Das Luftschiff LZ 127 wird auf den Namen Graf Zeppelin getauft.
- 2003: Rund 50 Stunden nach der am 6. Juli begonnenen weltweit ersten Trennung erwachsener Siamesischer Zwillinge sterben die 29 Jahre alten Schwestern Ladan und Laleh Bijani kurz nacheinander an den Folgen des Eingriffs.
- 2011: Mit der Raumfähre Atlantis startet zum letzten Mal ein Space Shuttle ins All.

### Kultur
- 1497: Gerhard van Wou gießt in der Nacht vom 7. auf den 8. Juli vor dem Erfurter Dom die Gloriosa, die größte freischwingende mittelalterliche Glocke der Welt.
- 1630: Die Massachusetts Bay Colony feiert ihr erstes Thanksgiving.

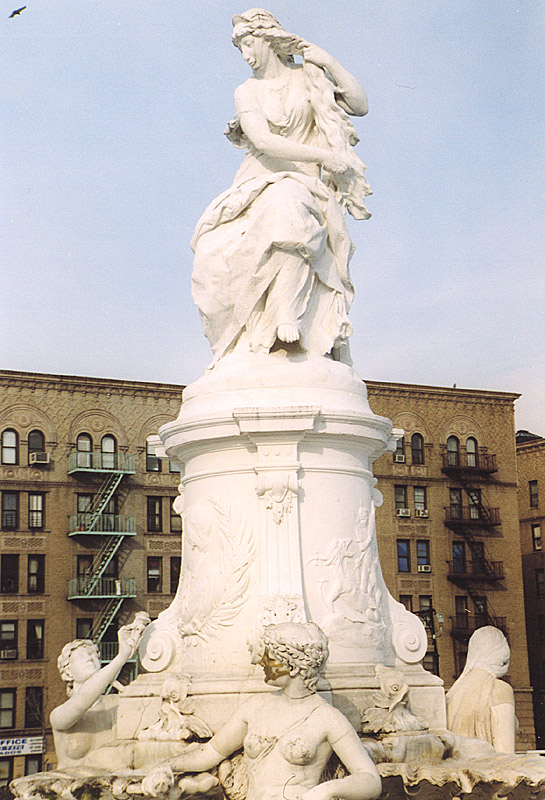
1899: Heinrich-Heine-Denkmal

- 1899: Nachdem die Aufstellung in Heinrich Heines Heimatstadt Düsseldorf an antisemitischen und nationalistischen Widerständen gescheitert ist, wird das Heinrich-Heine-Denkmal im Beisein des Bildhauers Ernst Herter in der New Yorker Bronx enthüllt.
- 1963: Die britische Zeitung Daily Mail druckt den ersten Comic mit Wurzel, einem der Rasse Basset Hound nachempfundenen Hund.
- 2000: In Großbritannien beginnt der Verkauf des vierten Harry-Potter-Romans Harry Potter und der Feuerkelch mit über 370.000 Exemplaren am Erscheinungstag.

### Gesellschaft
- 1908: Die französische Bildhauerin Thérèse Peltier fliegt in Turin als erste Frau in einem Flugzeug mit.
- 1965: Dem Postzugräuber Ronald Biggs gelingt die Flucht aus dem Wandsworth-Gefängnis in London. Eine Strickleiter lässt ihn und drei andere Insassen die Gefängnismauer überwinden und in einen von Komplizen geparkten Möbelwagen gelangen.

### Religion

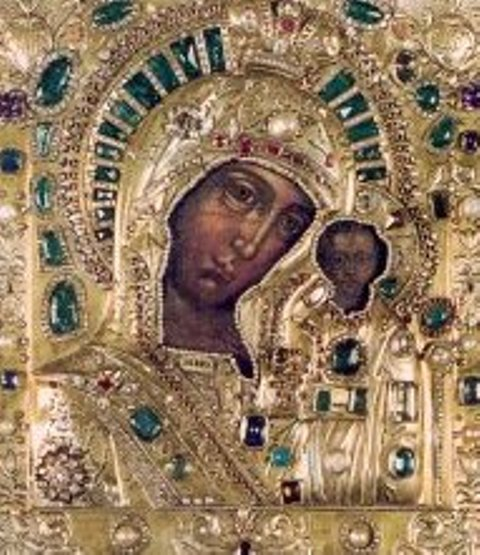
1579: Eine frühe Ikone des Typs der Gottesmutter von Kasan

- 1579: Eine Marienerscheinung führt in Kasan zum Auffinden der Ikone Gottesmutter von Kasan, die nach einer Legende versteckt wurde, um sie nicht in die Hände der Tataren fallen zu lassen.

### Katastrophen
- 1927: In der Nacht zum 9. Juli kommt es auf Grund schwerer Regenfälle im Osterzgebirge in Sachsen zu Überflutungen, die rund 160 Menschen das Leben kosten.

Kleinere Unglücksfälle sind in den Unterartikeln von Katastrophe und in der Liste von Katastrophen aufgeführt.

### Sport

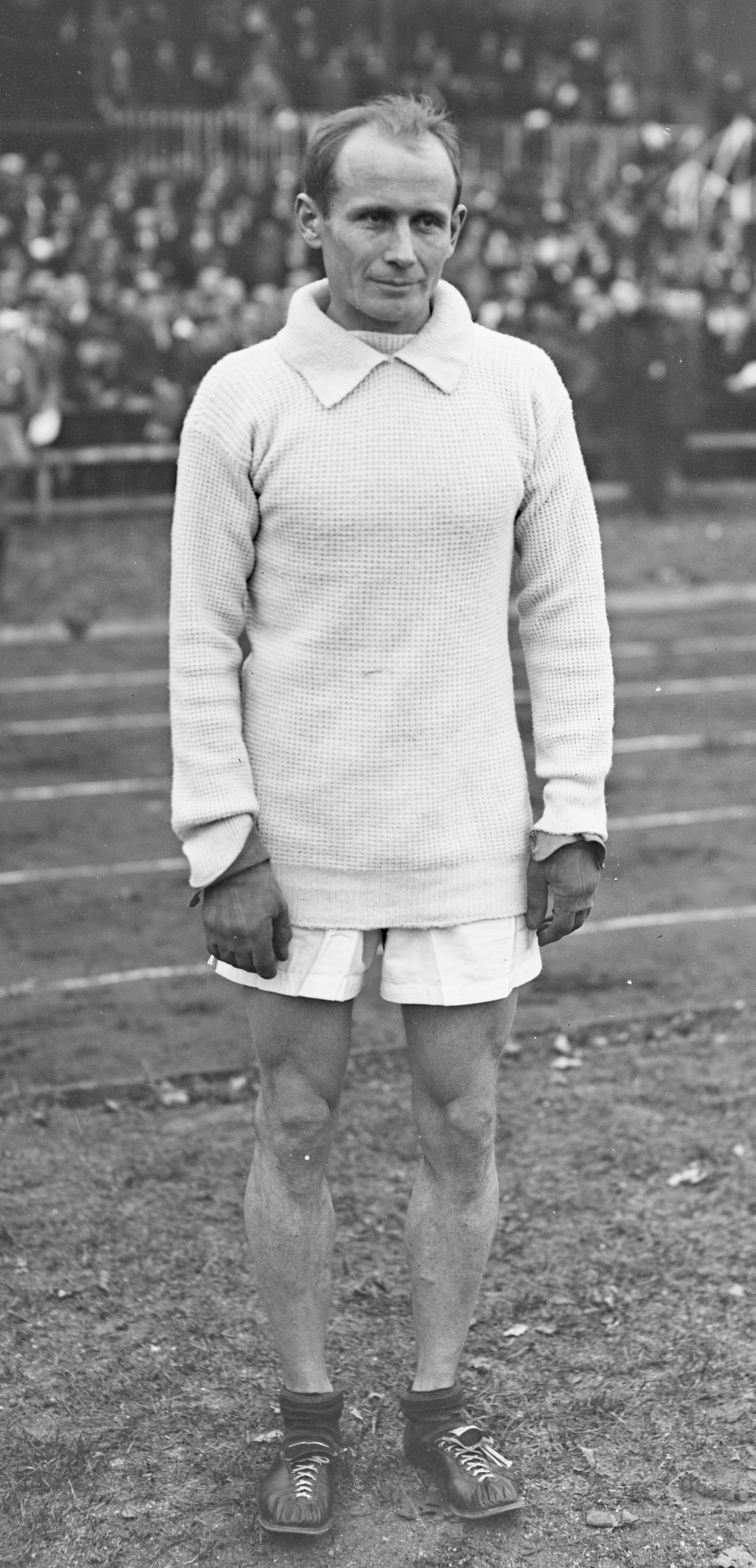
1912: Hannes Kolehmainen

- 1912: Der finnische Leichtathlet Hannes Kolehmainen gewinnt bei den Olympischen Sommerspielen 1912 den 10.000-Meter-Lauf – es ist für Finnland die erste olympische Goldmedaille in der Leichtathletik. Zu diesem Zeitpunkt gehört Finnland noch zum zaristische Russland, weshalb bei der Siegerzeremonie auch die russische Flagge gehisst wird – die Ergebnisse und Erfolge werden jedoch von denen Russlands getrennt.
- 1954: Der Wuppertaler SV wird gegründet.
- 1982: Die Nacht von Sevilla: Deutschland gewinnt das Halbfinale der Fußball-Weltmeisterschaft 1982 gegen Frankreich mit 5:4 im Elfmeterschießen nach Verlängerung. Trauriger Höhepunkt des Spiels ist Toni Schumachers Zusammenprall mit Patrick Battiston. Der französische Angreifer bleibt minutenlang bewusstlos am Boden liegen und muss anschließend verletzt und mit einer Gehirnerschütterung vom Platz getragen werden.
- 1990: In Rom wird Deutschland durch einen 1:0-Erfolg über Argentinien im Finale der Fußball-Weltmeisterschaft zum dritten Mal Weltmeister.
- 1990: Das Finale der Männer in Wimbledon gewinnt der Schwede Stefan Edberg. Er besiegt Boris Becker in fünf Sätzen mit 6:2, 6:2, 3:6, 3:6 und 6:4.

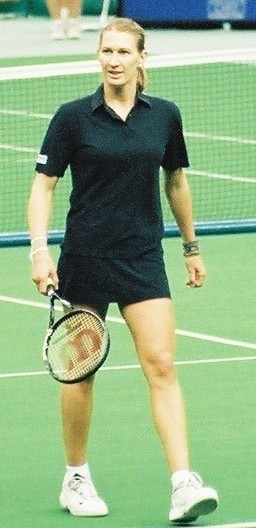
1995: Steffi Graf

- 1995: Steffi Graf gewinnt zum sechsten Mal das Tennisturnier von Wimbledon.
- 1998: Im Vorlauf der Tour de France wird Willy Voet, der Masseur des französischen Radsportteams Festina, an der belgisch-französischen Grenze beim Transport von Dopingsubstanzen erwischt, darunter mehr als 400 Ampullen EPO. Seine Verhaftung markiert den Beginn der Festina-Affäre, in deren Ermittlungsverlauf zeitweilig ein Abbruch der Tour in Erwägung gezogen wird, da mehrere Tourteilnehmer entweder streiken oder aus der Rundfahrt aussteigen.
- 2006: Im Spiel um Platz 3 der Weltmeisterschaft 2006 besiegt die deutsche Fußballnationalmannschaft Portugal in Stuttgart mit 3:1. Oliver Kahn absolviert sein 86. und letztes Länderspiel im Dienste der deutschen Nationalelf.
- 2007: In Dornbirn, Österreich eröffnet Bundespräsident Heinz Fischer vor 30.000 Besuchern im Stadion Birkenwiese die 13. Weltgymnaestrada.
- 2007: Roger Federer gewinnt das Wimbledon-Einzelturnier zum fünften Mal in Folge.
- 2012: Roger Federer gewinnt zum siebten Mal das Tennisturnier von Wimbledon.
- 2012: In Oxford findet die erste Quidditch-Weltmeisterschaft statt. Die Mannschaft aus den Vereinigten Staaten wird erster Weltmeister.
- 2014: Im Halbfinale der Fußball-Weltmeisterschaft 2014 besiegt die deutsche Fußballnationalmannschaft Brasilien in Belo Horizonte mit 7:1. Miroslav Klose wird durch sein Tor zum zwischenzeitlichen 2:0 neuer WM-Rekordtorschütze.

Einträge von Leichtathletik-Weltrekorden befinden sich unter der jeweiligen Disziplin unter Leichtathletik.
Einträge zu Fußballweltmeisterschaftsspielen finden sich in den Unterseiten von Fußball-Weltmeisterschaft. Das Gleiche gilt für Fußball-Europameisterschaften.

## Geboren

### Vor dem 19. Jahrhundert
- 1528: Emanuel Philibert, Herzog von Savoyen

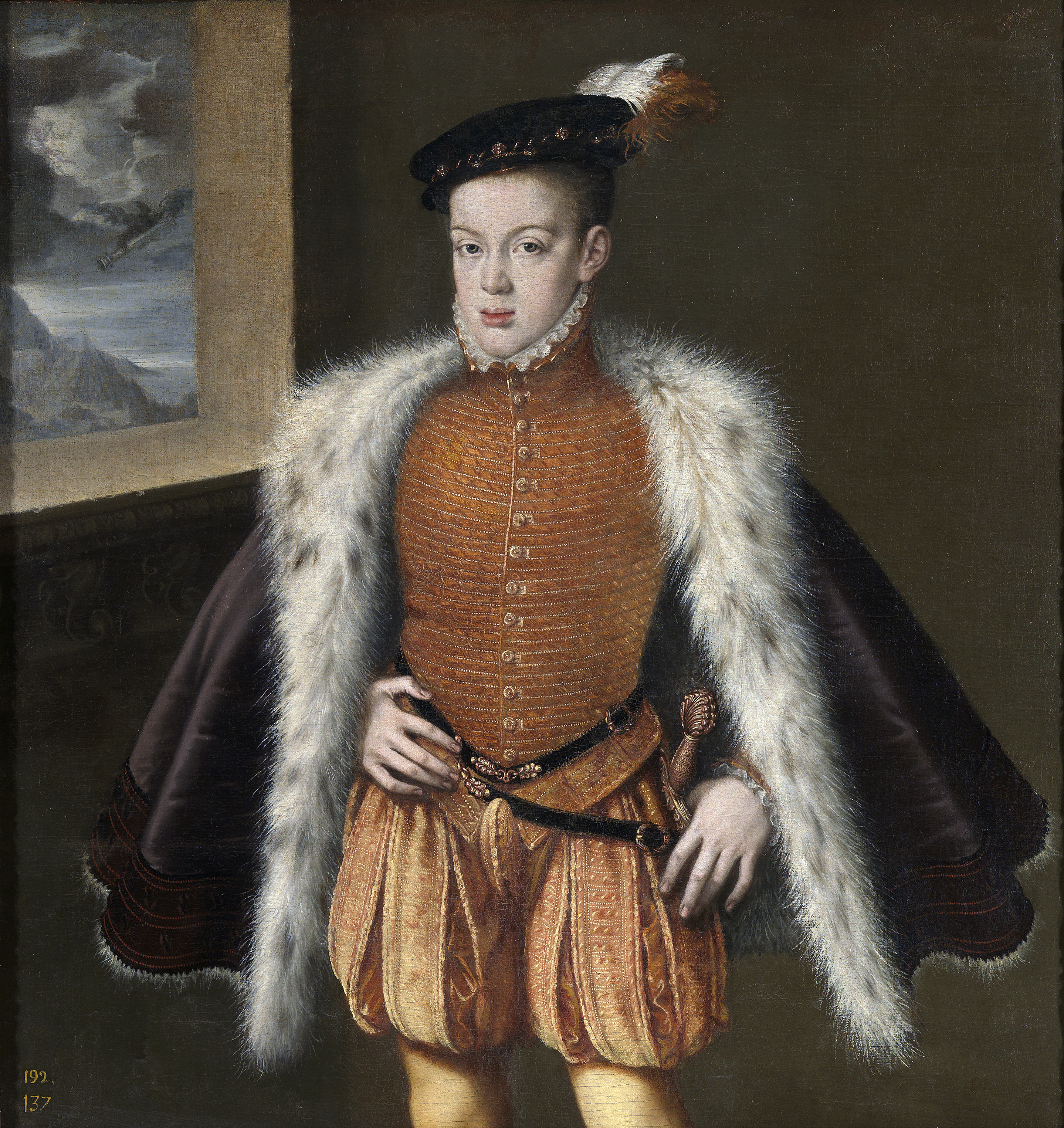
Don Carlos (* 1545)

- 1545: Don Carlos, spanischer Kronprinz
- 1553: Philipp Jakob Schröter, deutscher Mediziner
- 1558: Robert Greene, englischer Schriftsteller

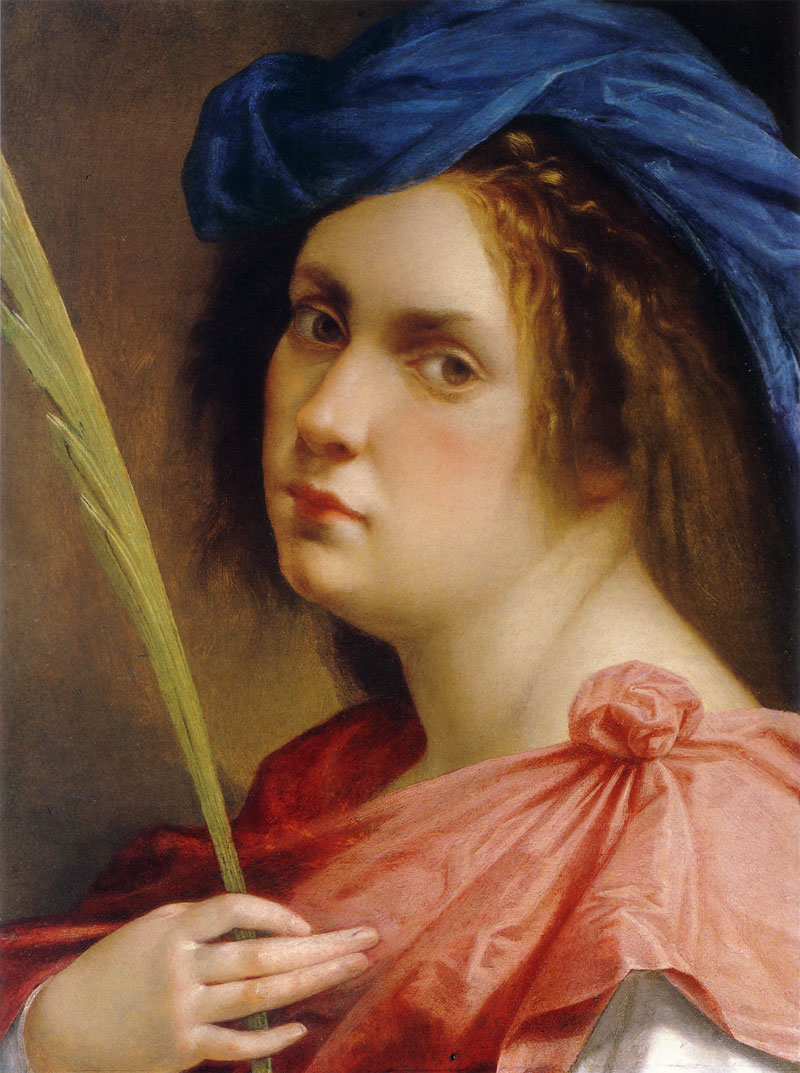
Artemisia Gentileschi (* 1593)

- 1593: Artemisia Gentileschi, italienische Malerin des Barock
- 1621: Jean de La Fontaine, französischer Schriftsteller und Dichter
- 1621: Leonora Christina Ulfeldt, Tochter des dänischen Königs Christian IV. und Schriftstellerin
- 1628: Abraham Wild, Schweizer evangelischer Geistlicher
- 1632: David Wyss, Schweizer evangelischer Theologe und Hochschullehrer
- 1636: Georg Green, deutscher lutherischer Theologe, Poet und Historiker

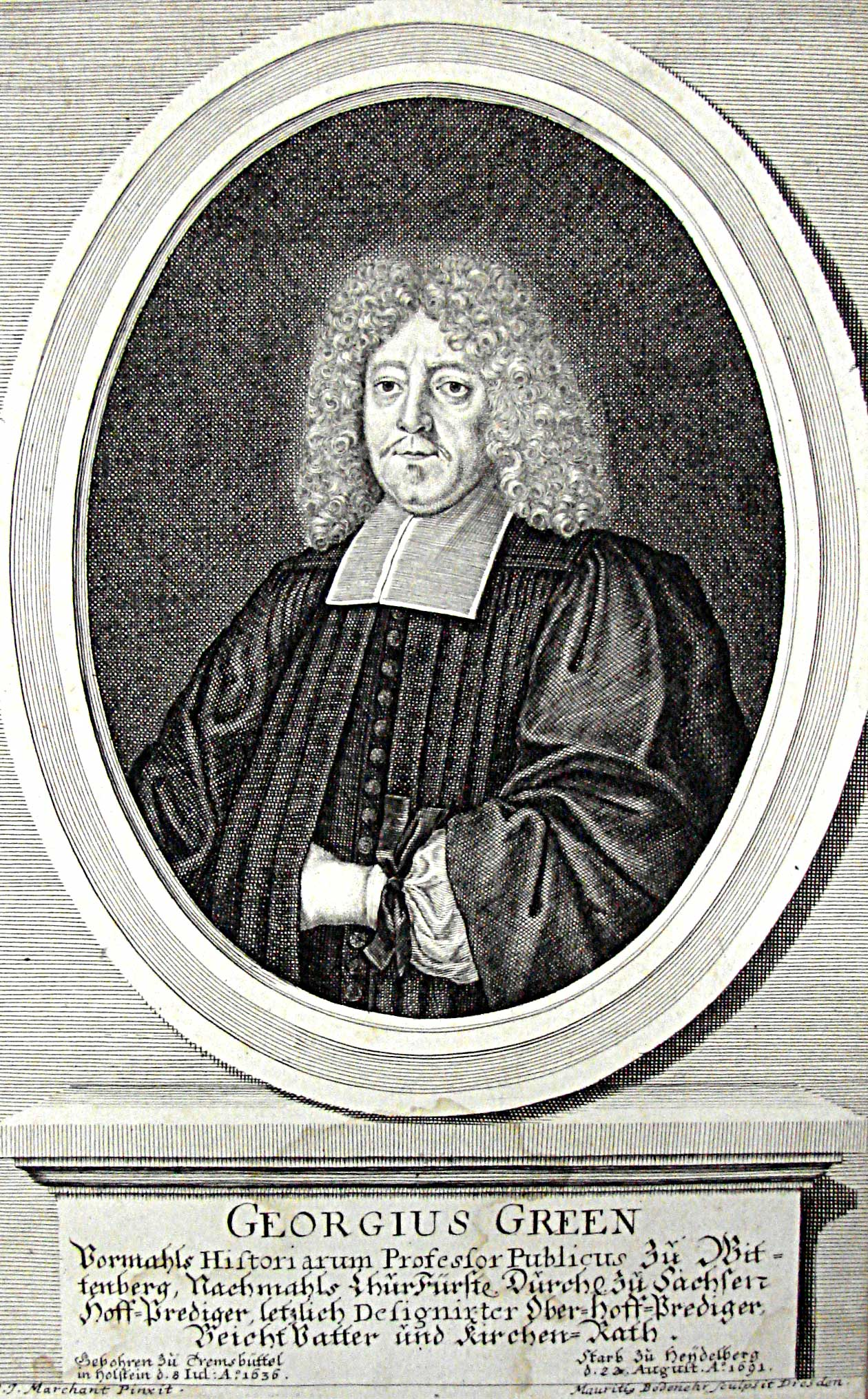
Johann Georg Ebeling (* 1637)

- 1637: Johann Georg Ebeling, deutscher Komponist
- 1666: Ludwig von Brandenburg, Prinz und Markgraf von Brandenburg
- 1670: Peter Cornelius Beyweg, Weihbischof des Bistums Speyer
- 1680: Joseph Dominikus von Lamberg, Fürstbischof von Seckau und Fürstbischof von Passau
- 1699: Christian Ernst Hanßelmann, deutscher Archivar und Archäologe
- 1706: Johanne Sophie Herre, Reichsgräfin von Anhalt
- 1708: Johann Jakob Zeiller, österreichischer Maler
- 1709: Jan de Witte, polnischer Architekt und Generalleutnant der Kronarmee
- 1720: Heinrich Friedrich Delius, deutscher Mediziner
- 1730: James Wadsworth, US-amerikanischer Politiker
- 1732: Maria Anna von Fürstenberg, Äbtissin des Stifts Fröndenberg
- 1738: César-Guillaume de La Luzerne, französischer Geistlicher
- 1748: Johanna Christiana Heyn, deutsche Bürgerin, Mutter Friedrich Hölderlins
- 1754: Johann Daniel Tewaag, deutscher evangelischer Geistlicher, Rektor und Autor
- 1754: Franz Troglauer, bayerischer Räuberhauptmann und Wilderer in der Oberpfalz und Franken
- 1756: Jonas Ludwig von Heß, deutscher Reiseschriftsteller, Topograf, Aufklärer und Politiker
- 1760: Christian Kramp, elsässischer Arzt, Mathematiker und Physiker
- 1767: Pawel Tschitschagow, russischer Admiral
- 1788: Theodoor Gerard van Lidth de Jeude, niederländischer Zoologe
- 1790: Albert Wilkens, deutscher Kaplan und Heimatforscher
- 1792: Therese von Sachsen-Hildburghausen, Königin von Bayern

### 19. Jahrhundert

#### 1801–1850
- 1803: Julius Mosen, deutscher Dichter und Schriftsteller
- 1804: Caroline Marbouty, französische Schriftstellerin
- 1808: Mindon Min, König von Birma
- 1810: José María Achá, bolivianischer General und Politiker

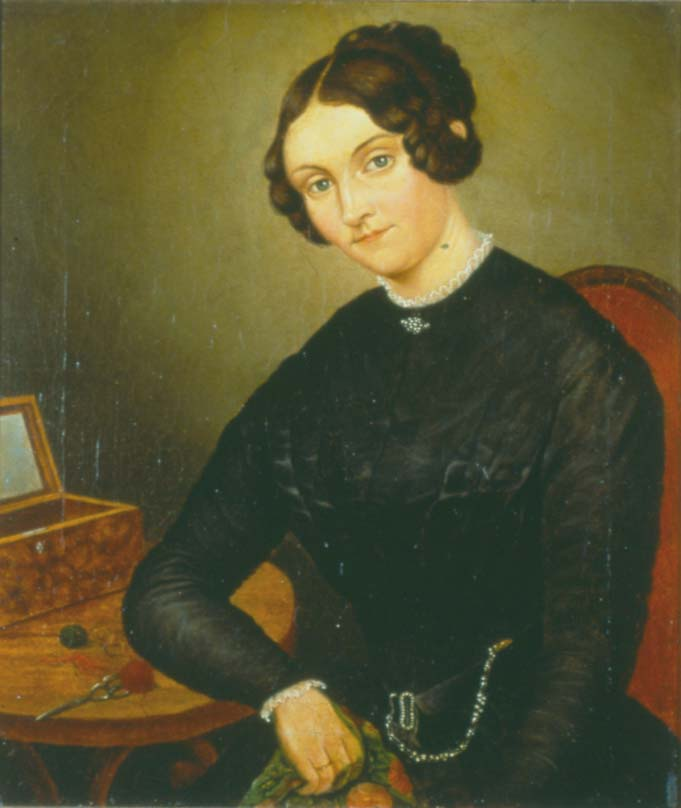
Johanna Kinkel (* 1810)

- 1810: Johanna Kinkel, deutsche Komponistin, Musikpädagogin, Schriftstellerin und Salonnière
- 1810: Gabriel Gustav Valentin, deutscher Arzt und Physiologe
- 1819: Vatroslav Lisinski (Taufdatum), kroatischer Komponist
- 1819: Karl Ploetz, deutscher Gymnasiallehrer, Fachbuch- und Schulbuchautor
- 1822: Friedrich Kaulbach, deutscher Maler
- 1827: Franz Anton Goldkuhle, deutscher Bildhauer, Kunsttischler und Altarbauer
- 1831: John Pemberton, US-amerikanischer Apotheker und Offizier, Erfinder von Coca-Cola
- 1836: Joseph Chamberlain, britischer Staatsmann, Unterhausabgeordneter, Kolonialminister, Handelsminister
- 1838: Ferdinand von Zeppelin, deutscher General, Unternehmer und Luftschiffbauer
- 1839: John D. Rockefeller, US-amerikanischer Unternehmer
- 1840: Heinrich von Angeli, österreichischer Maler
- 1840: August Leskien, deutscher Indogermanist und Slawist
- 1841: Johann Carl Weck, deutscher Unternehmer, Produzent der Einweck-Gläser

#### 1851–1900
- 1851: James Dunsmuir, kanadischer Politiker und Industrieller
- 1851: Arthur Evans, britischer Archäologe
- 1853: Hermann Suter; Schweizer Zollbeamter
- 1857: Alfred Binet, französischer Pädagoge und Psychologe
- 1857: Rudolf Dellinger, tschechisch-deutscher Komponist und Kapellmeister
- 1860: Wilhelm Auberlen, deutscher Maler und Bildhauer
- 1861: Oscar Matthiesen, dänischer Maler
- 1863: Chandra Shamsher Jang Bahadur Rana, Premierminister von Nepal
- 1864: Fred Holland Day, US-amerikanischer Fotograf und Verleger, Vordenker der künstlerischen Fotografie
- 1864: Nikolai Rasumnikowitsch Kotschetow, russischer Komponist
- 1865: Rita Strohl, französische Pianistin und Komponistin
- 1866: W. Graham Robertson, britischer Maler, Illustrator, Kostümbildner und Schriftsteller

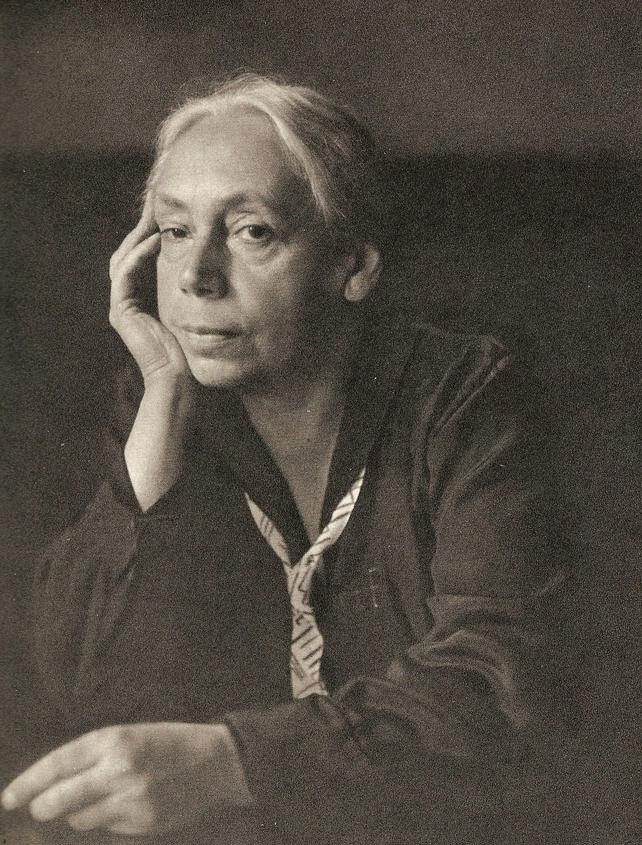
Käthe Kollwitz (* 1867)

- 1867: Käthe Kollwitz, deutsche Grafikerin, Bildhauerin und Malerin
- 1869: Hubert Flohr, deutscher Pianist, Musikpädagoge und -direktor
- 1871: Walter Breisky, österreichischer Beamter, Bundesminister
- 1871: Clement Harris, britischer Pianist und Komponist
- 1872: Sasaki Nobutsuna, japanischer Schriftsteller
- 1872: Heinrich Strieffler, deutscher Maler
- 1873: Witold Maliszewski, polnischer Komponist
- 1875: Archibald Reiss, deutscher Chemiker, Kriminalist und Hochschullehrer
- 1876: Leo von Jena, deutscher Militär, General der SS und Waffen-SS
- 1878: Edgar Dacqué, deutscher Paläontologe und Theosoph
- 1878: Guy Andrews Ham, US-amerikanischer Politiker
- 1882: John Anderson, 1. Viscount Waverley, britischer Politiker
- 1884: Willi Trinne, deutscher Lokalpolitiker

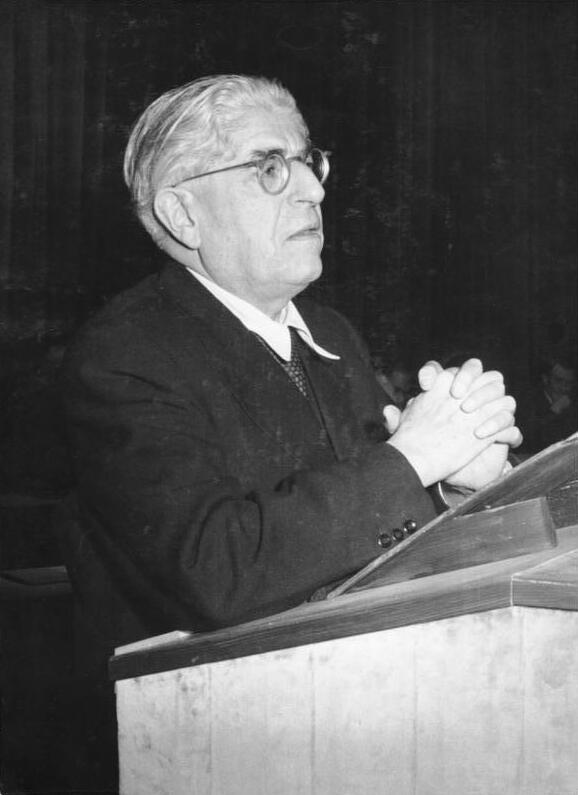
Ernst Bloch (* 1885)

- 1885: Ernst Bloch, deutscher marxistischer Philosoph
- 1888: Timothy Carroll, irischer Leichtathlet
- 1889: Wilhelm Roelen, deutscher Bergbaufachmann und Unternehmer
- 1890: Hanns Johst, deutscher Schriftsteller, Dramatiker und SS-General, Präsident der Reichsschrifttumskammer
- 1890: Walter Hasenclever, deutscher Schriftsteller des Expressionismus
- 1890: Louis Lefèvre OFM, französischer Ordensgeistlicher und römisch-katholischer Erzbischof von Rabat
- 1892: Dean O’Banion, US-amerikanischer Gangster, Rivale von Al Capone, Gründer der North Side Gang
- 1892: Nikolai Nikolajewitsch Polikarpow, sowjetischer Flugzeugkonstrukteur
- 1893: Nikola Petkow, bulgarischer Politiker
- 1893: Fritz Perls, deutscher Psychiater und Psychotherapeut, Mitbegründer der Gestalttherapie
- 1894: Pjotr Leonidowitsch Kapiza, sowjetischer Physiker
- 1895: Heinrich Fischer, deutscher Politiker, MdL, Staatsminister von Hessen
- 1895: Hubert Materlik, deutscher Widerstandskämpfer gegen den Nationalsozialismus und Politiker
- 1895: Annemarie Süchting-Koenemann, deutsche Malerin, Grafikerin, Bildhauerin und Schriftstellerin
- 1895: Igor Jewgenjewitsch Tamm, sowjetischer Physiker russlanddeutscher Herkunft, Nobelpreisträger
- 1897: Kurt Adam, deutscher General
- 1898: May Picqueray, französische Widerstandskämpferin und Anarchistin
- 1900: George Antheil, US-amerikanischer Komponist und Pianist
- 1899: Andrzej Osiecimski-Czapski, polnischer Ruderer und Eishockeyspieler

### 20. Jahrhundert

#### 1901–1925
- 1902: Ömer Lütfi Akadlı, türkischer Jurist
- 1902: Hans Theodor David, deutsch-amerikanischer Musikwissenschaftler

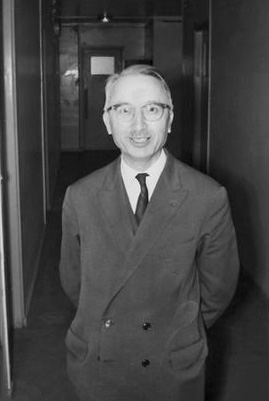
Henri Cartan (* 1904)

- 1904: Henri Cartan, französischer Mathematiker
- 1905: Horst Biernath, deutscher Schriftsteller
- 1906: Philip Johnson, US-amerikanischer Architekt
- 1906: Baptista Siqueira, brasilianischer Musikwissenschaftler und Komponist
- 1906: Max Strecker, deutscher Schauspieler
- 1907: Hirao Kishio, japanischer Komponist
- 1907: Otto Kranzbühler, deutscher Jurist, Verteidiger von Karl Dönitz bei den Nürnberger Prozessen
- 1907: Elmer Sleight, US-amerikanischer American-Football-Spieler
- 1908: Franz-Josef Binder, österreichischer Motorradrennfahrer und Entwicklungsingenieur
- 1908: Louis Jordan, US-amerikanischer Musiker, Sänger und Songschreiber
- 1908: Higashiyama Kaii, japanischer Landschaftsmaler
- 1908: Nelson Rockefeller, US-amerikanischer Politiker, Vizepräsident unter Gerald Ford
- 1910: Shipwreck Kelly, US-amerikanischer American-Football-Spieler
- 1910: Achim Stoia, rumänischer Komponist, Dirigent, Hochschullehrer und Musikethnologe
- 1914: Link Davis, US-amerikanischer Musiker
- 1914: Billy Eckstine, US-amerikanischer Bandleader
- 1916: Peter Pasetti, deutscher Schauspieler
- 1917: Eduardo F. Acosta y Lara, uruguayischer Historiker und Anthropologe
- 1917: Lillian Barylli-Fayer, österreichische Fotografin
- 1918: Irwin Hasen, US-amerikanischer Comiczeichner

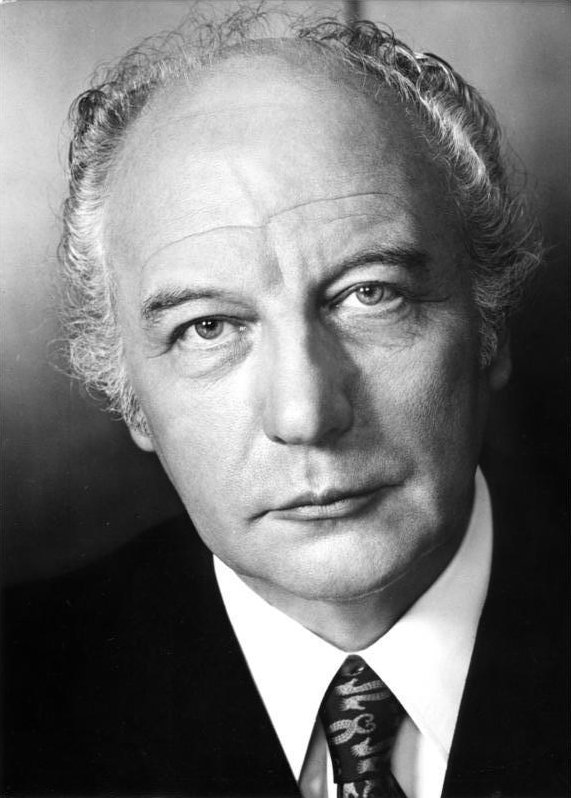
Walter Scheel (* 1919)

- 1919: Walter Scheel, deutscher Politiker, 4. Bundespräsident
- 1921: Arturo Gatica, chilenischer Sänger
- 1921: John Money, neuseeländischer Psychologe und Sexualforscher
- 1921: Frank Prihoda, australischer Skirennläufer
- 1923: Didier Anzieu, französischer Psychoanalytiker
- 1924: Johnnie Johnson, US-amerikanischer Musiker, Komponist und Pianist
- 1924: Anton Schwarzkopf, deutscher Konstrukteur von Rummelplatz-Attraktionen und Achterbahnen
- 1925: Lies Bonnier, niederländische Schwimmerin
- 1925: Nicholas Brathwaite, Premierminister von Grenada
- 1925: Marco Cé, emeritierter Patriarch von Venedig und Kardinal

#### 1926–1950
- 1926: David Malet Armstrong, australischer Philosoph
- 1926: Elisabeth Kübler-Ross, schweizerisch-US-amerikanische Medizinerin
- 1927: Richard Tomita, US-amerikanischer Gewichtheber
- 1928: Rafael Hechanova, philippinischer Basketballspieler
- 1930: Walter Aue, deutscher Schriftsteller
- 1930: Earl Van Dyke, US-amerikanischer Multi-Instrumentalist

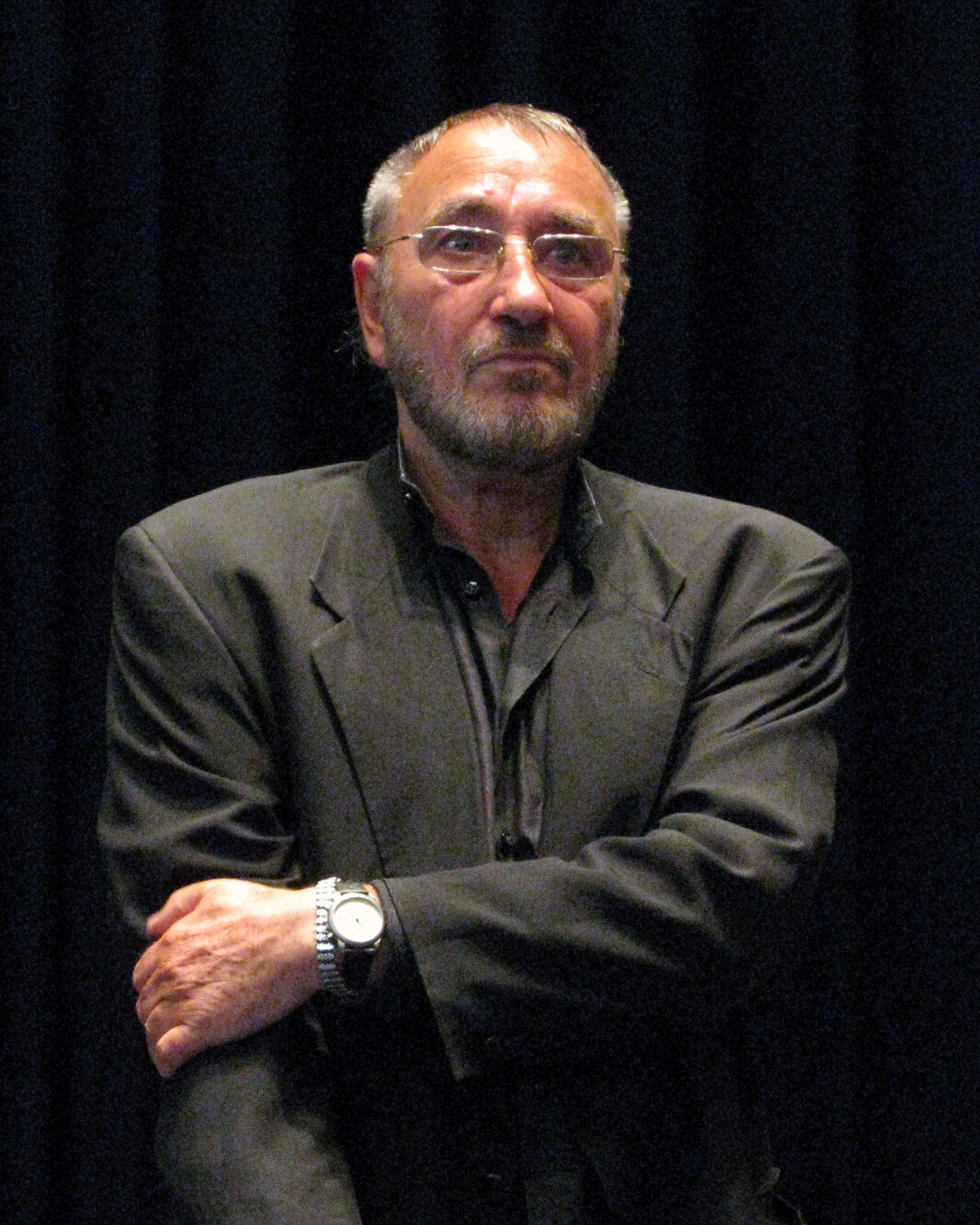
Jürgen Böttcher (* 1931)

- 1931: Jürgen Böttcher, deutscher Maler und Regisseur
- 1934: Marty Feldman, britisch-US-amerikanischer Komiker
- 1934: Walter Tilgner, deutscher Biologe, Naturfotograf und Tontechniker
- 1935: John David Crow, US-amerikanischer American-Football-Spieler
- 1935: Steve Lawrence, US-amerikanischer Sänger und Schauspieler
- 1936: István Csoboth, deutscher Brigadegeneral des Heeres der Bundeswehr
- 1936ː Gabi Novak, kroatische Pop- und Schlagersängerin
- 1938: Jerry Belson, US-amerikanischer Drehbuchautor, Filmproduzent und Filmregisseur
- 1938: Siegfried Hornung, deutscher Politiker
- 1938: Felice Salis, italienischer Hockeyspieler und Olympiateilnehmer
- 1940: André Daina, Schweizer Fußballspieler und -schiedsrichter
- 1940: Peter Danckert, deutscher Politiker, MdB
- 1940: Heinz Spoerli, Schweizer Choreograf
- 1941: Klaus J. Stöhlker, deutsch-schweizerischer PR-Berater und Publizist
- 1942: Jo Vliex, niederländischer Komponist und Blasmusikdirigent
- 1943: Joe Kučera, tschechischer Saxophonist und Jazz-Flötist
- 1943: Carmine Preziosi, italienischer Radrennfahrer
- 1943: Ri Chun-hee, nordkoreanische Nachrichtensprecherin
- 1943: Béla Szakcsi Lakatos, ungarischer Jazzmusiker, Pianist und Komponist
- 1944: Wolfgang Fürniß, deutscher Politiker

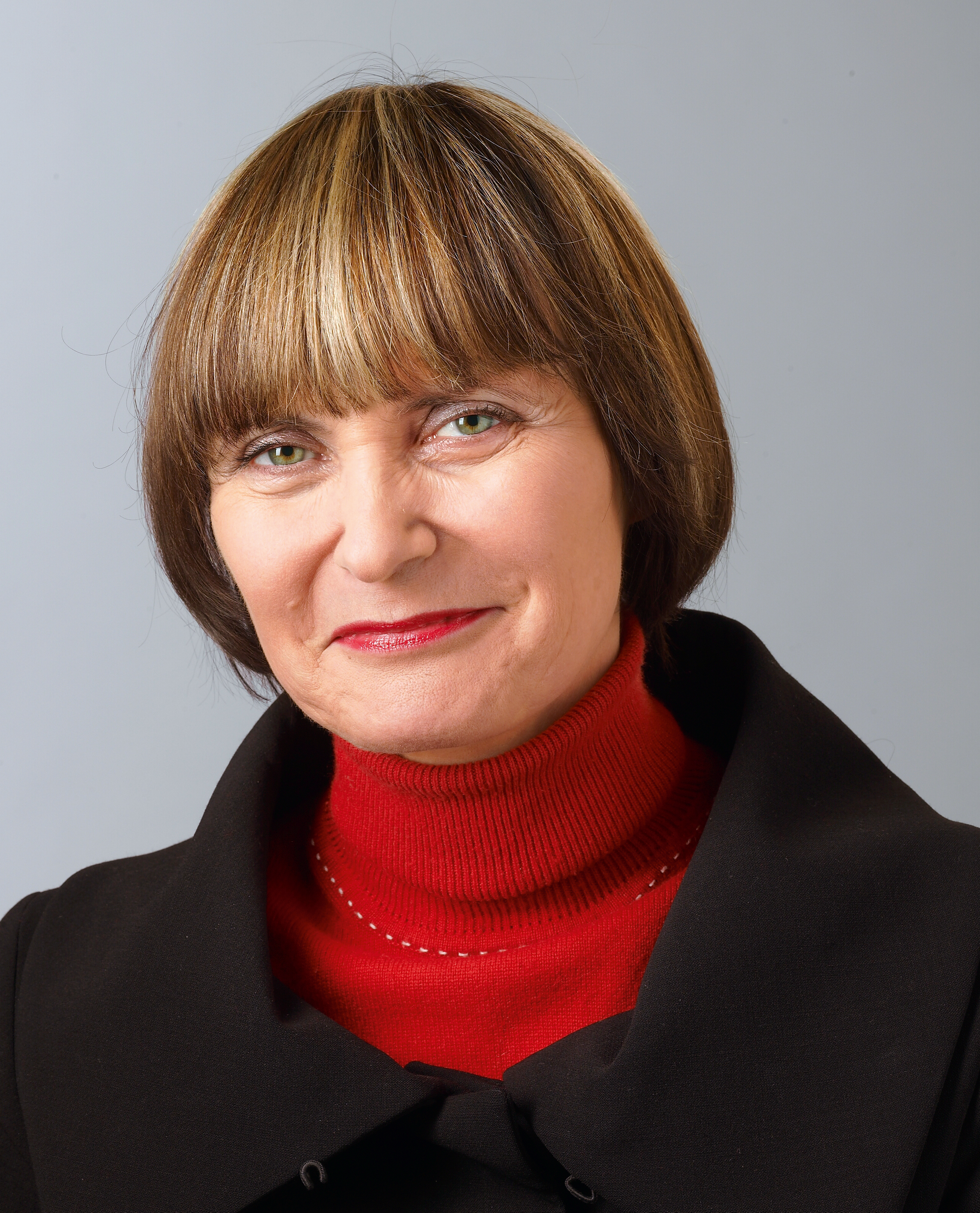
Micheline Calmy-Rey (* 1945)

- 1945: Micheline Calmy-Rey, Schweizer Politikerin, Präsidentin des Bundesrats
- 1945: Herbert Schirmer, Minister für Kultur der DDR
- 1945: Erik van der Wurff, niederländischer Komponist und Pianist, Produzent, Dirigent und Arrangeur
- 1947: Miriam Goldschmidt, deutsche Schauspielerin, Regisseurin und Autorin
- 1947: Philippe Liégeois (Turk), belgischer Comiczeichner
- 1948: Raffi, ägyptischer Sänger und Komponist für Kinderlieder
- 1949: Christina Heinich, deutsche Leichtathletin, Olympiamedaillengewinnerin
- 1949: Wolfgang Puck, österreichischer Koch
- 1949: Michel Waisvisz, holländischer Komponist, Improvisator und Entwickler elektronischer Musikinstrumente
- 1949: Kurt-Werner Wichmann, deutscher mutmaßlicher Serienmörder

#### 1951–1975

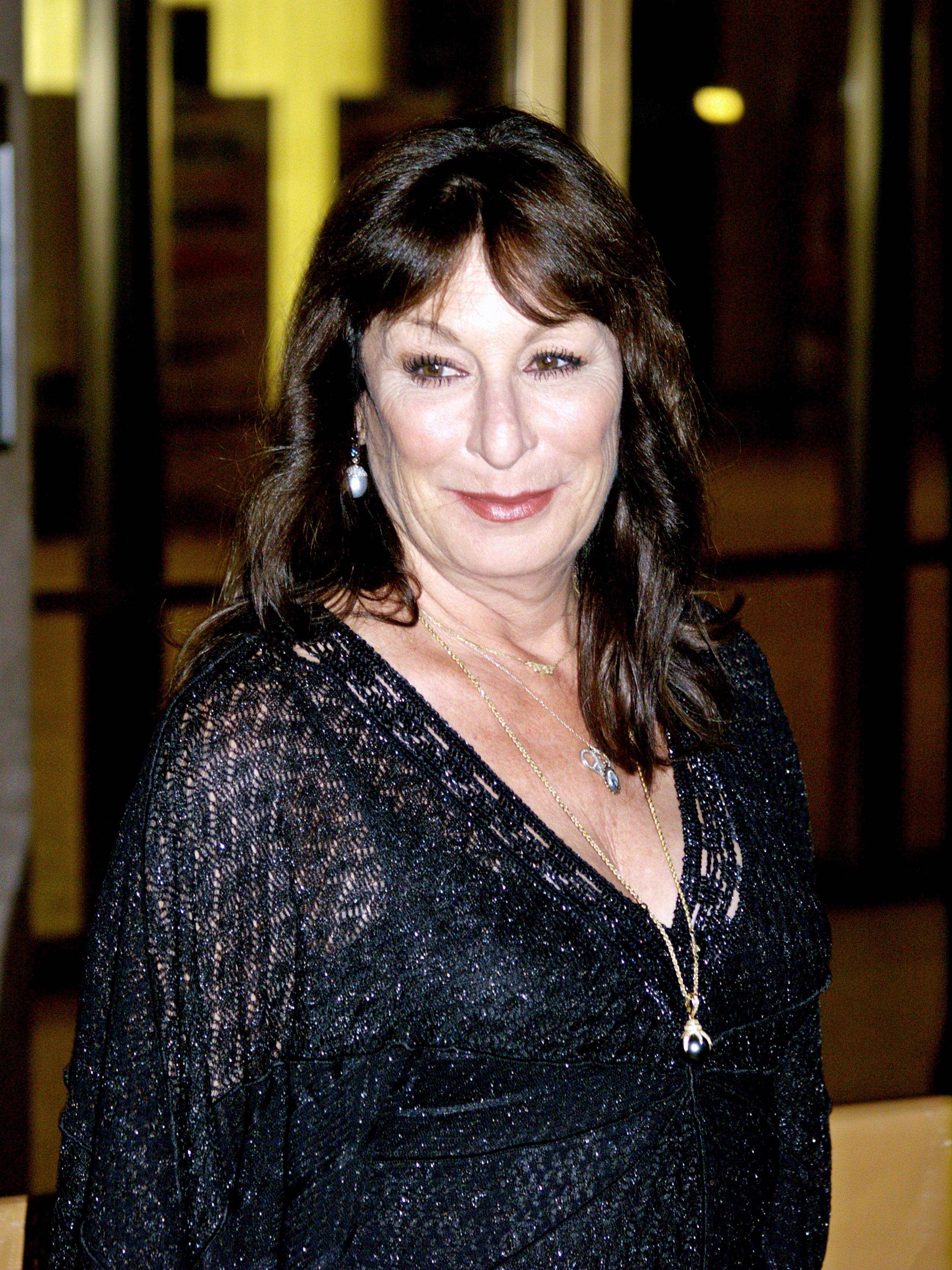
1951: Anjelica Huston

- 1951: Anjelica Huston, US-amerikanische Schauspielerin
- 1951: Adalberto Martínez Flores, paraguayischer Kardinal, Erzbischof von Asunción
- 1952: Ahmad Nazif, ägyptischer Premierminister
- 1952: Ulrich Wehling, deutscher Skisportler
- 1953: Rick Knoop, US-amerikanischer Automobilrennfahrer
- 1953: Zachi Noy, israelischer Schauspieler
- 1954: Hallstein Bøgseth, norwegischer Nordischer Kombinierer
- 1954: Feofan Galinskij, russisch-orthodoxer Erzbischof von Berlin und Deutschland
- 1955: Aldo Rodríguez, Gitarrist, Komponist und Musikpädagoge
- 1955: Patrick Streiff, Bischof der evangelisch-methodistischen Kirche
- 1956: Mirosław Drzewiecki, ehemaliger polnischer Sport- und Tourismusminister
- 1956: Millard Hampton, US-amerikanischer Leichtathlet, Olympiasieger
- 1957: Carlos Cavazo, US-amerikanischer Musiker und Gitarrist
- 1957: Gisela Nacken, deutsche Politikerin

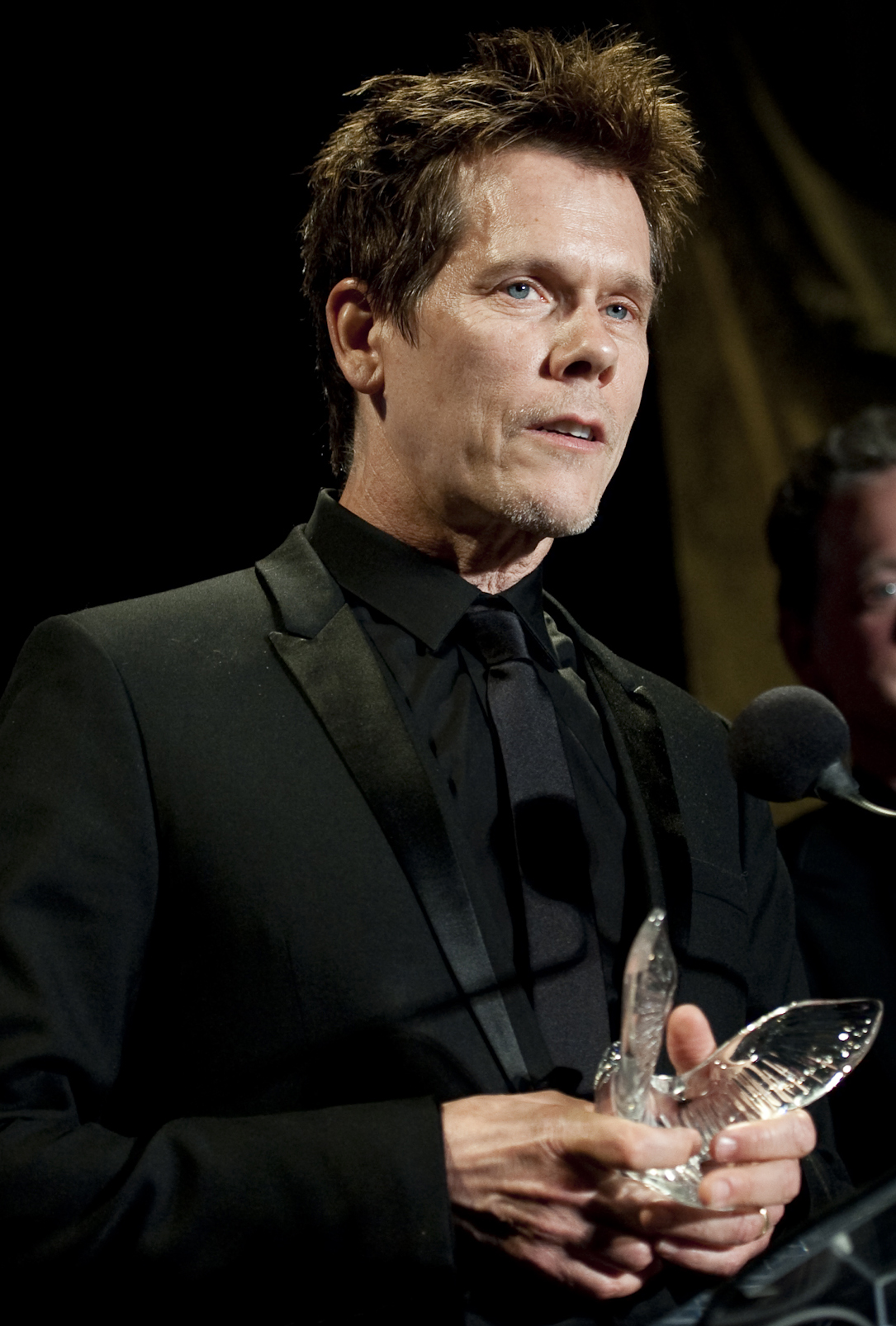
Kevin Bacon (* 1958)

- 1958: Kevin Bacon, US-amerikanischer Schauspieler
- 1958: Wolfgang Schädler, liechtensteinischer Rennrodler
- 1959: Robert Knepper, US-amerikanischer Schauspieler
- 1959: Víctor Rasgado, mexikanischer Komponist
- 1959: Carlo Sommaruga, Schweizer Politiker
- 1960: Ekkehard Appl, deutscher Jurist
- 1960: Sabine Bothe, deutsche Handballtorhüterin
- 1961: Andrew Fletcher, britischer Musiker
- 1961: Toby Keith, US-amerikanischer Country-Musiker
- 1962: Christiane Brinkmann, deutsche Leichtathletin
- 1962: Johan Gielis, belgischer Ingenieur und Wissenschaftler, Mathematiker und Unternehmer
- 1964: Harald Ebner, deutscher Diplom-Agraringenieur und Politiker
- 1964: Michael Heck, deutscher Komponist und Schlagersänger
- 1964: Martin Kaschny, deutscher Ökonom und Professor
- 1964: Eric Mingus, US-amerikanischer Komponist und Sänger

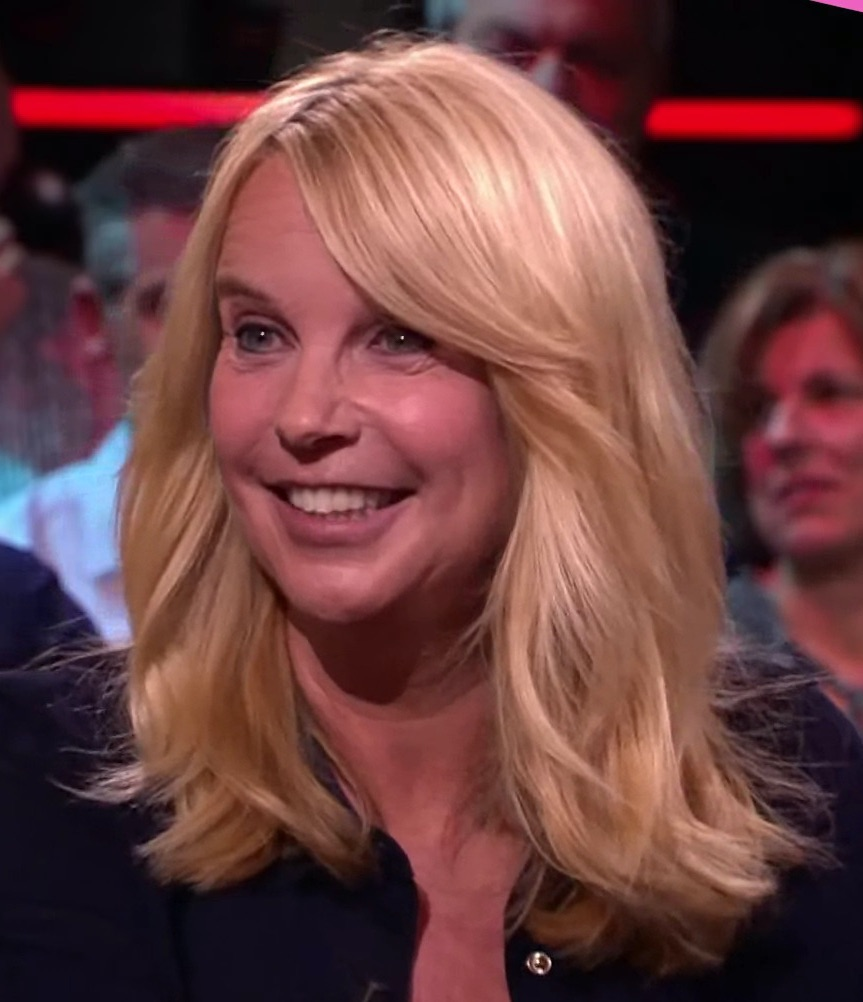
Linda de Mol (* 1964)

- 1964: Linda de Mol, niederländische Showmasterin
- 1964: Bettina Villars, Schweizer Badmintonspielerin
- 1965: John Shackley, britischer Schauspieler
- 1965: Ingvil Smines Tybring-Gjedde, norwegische Politikerin
- 1966: Simon Licht, deutscher Schauspieler
- 1967: Marcus Chong, US-amerikanischer Schauspieler
- 1969: Lisa Arce, US-amerikanische Beachvolleyballspielerin
- 1969: François-Xavier Houlet, französischer Handballspieler
- 1970: Christof Arnold, deutscher Schauspieler
- 1970: Beck, US-amerikanischer Musiker, Gitarrist und Sänger
- 1971: Marcel van Ackeren, deutscher Philosoph und Philosophiehistoriker
- 1971: Neil Jenkins, walisischer Rugbyspieler
- 1971: Amy O’Neill, US-amerikanische Schauspielerin
- 1971: Amanda Peterson, US-amerikanische Schauspielerin
- 1971: Marina Szendey, ungarische Bogenschützin
- 1973: Peter Richter, deutscher Publizist
- 1973: Anna Schäfer, deutsche Schauspielerin
- 1974: Elvir Baljić, bosnischer Fußballspieler
- 1974: Schanna Wladimirowna Friske, russische Schauspielerin und Sängerin
- 1974: Ulrich Kaufmann, österreichischer Filmemacher, Video- und Installationskünstler
- 1975: Nathalie Appéré, französische Politikerin
- 1975: Zora Holt, deutsche Schauspielerin
- 1975: Régis Laconi, französischer Motorradrennfahrer

#### 1976–2000
- 1976: Wang Liping, chinesische Leichtathletin
- 1977: Christian Abbiati, italienischer Fußballspieler

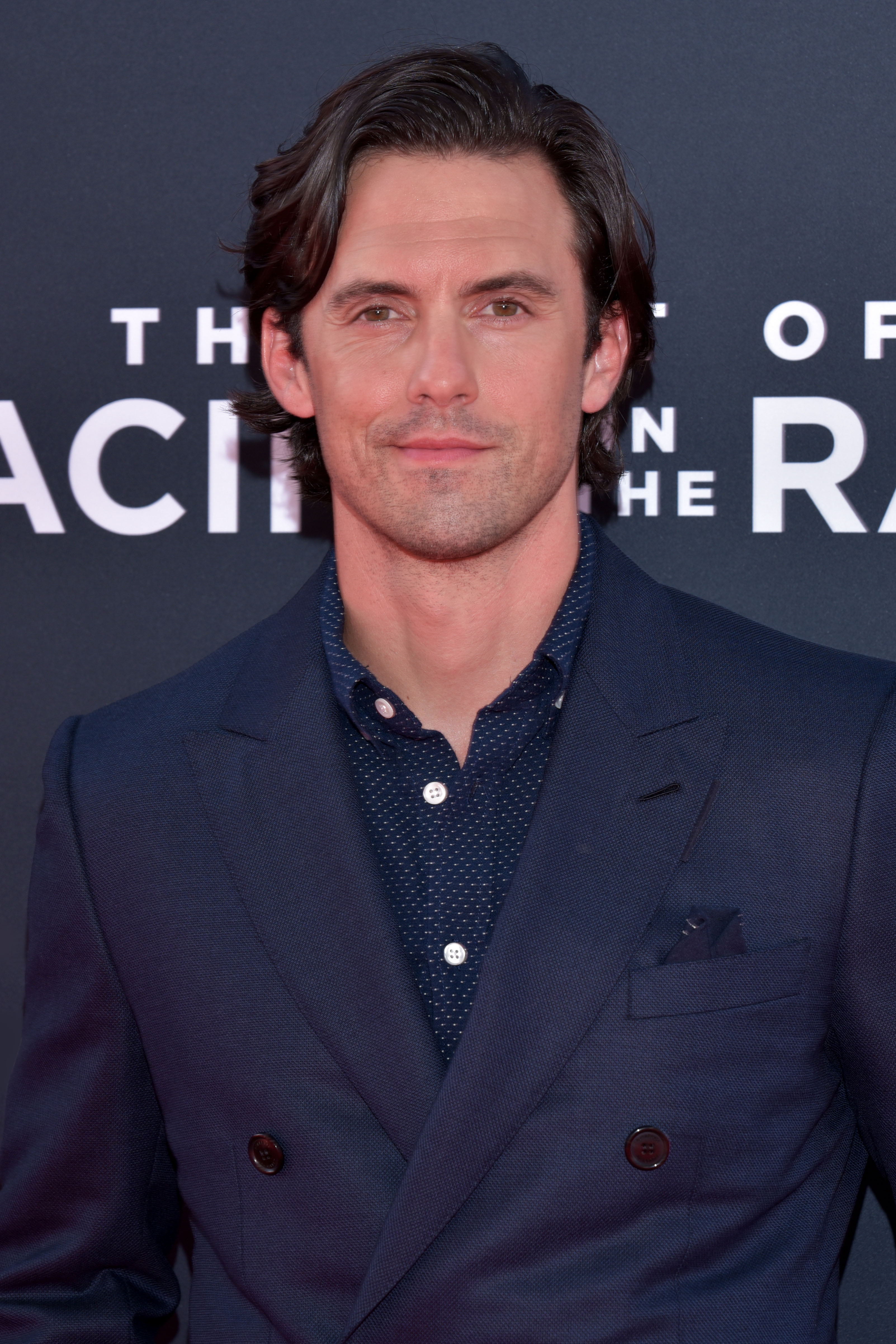
Milo Ventimiglia (* 1977)

- 1977: Milo Ventimiglia, US-amerikanischer Schauspieler
- 1978: Dimitrios Grammozis, griechisch-deutscher Fußballspieler und -trainer
- 1978: Juan Miguel Mercado, spanischer Radrennfahrer
- 1979: Andre, armenischer Sänger
- 1979: Sara Cunial, italienische Politikerin
- 1979: Freeway, US-amerikanischer Rapper
- 1979: Christian Vogt, deutscher Politiker
- 1980: Mariusz Fyrstenberg, polnischer Tennisspieler
- 1980: Robbie Keane, irischer Fußballspieler
- 1981: Alexander Merbeth, deutscher Schauspieler
- 1981: Anastassija Andrejewna Myskina, russische Tennisspielerin
- 1981: Wolfram Müller, deutscher Leichtathlet
- 1982: Sophia Bush, US-amerikanische Schauspielerin

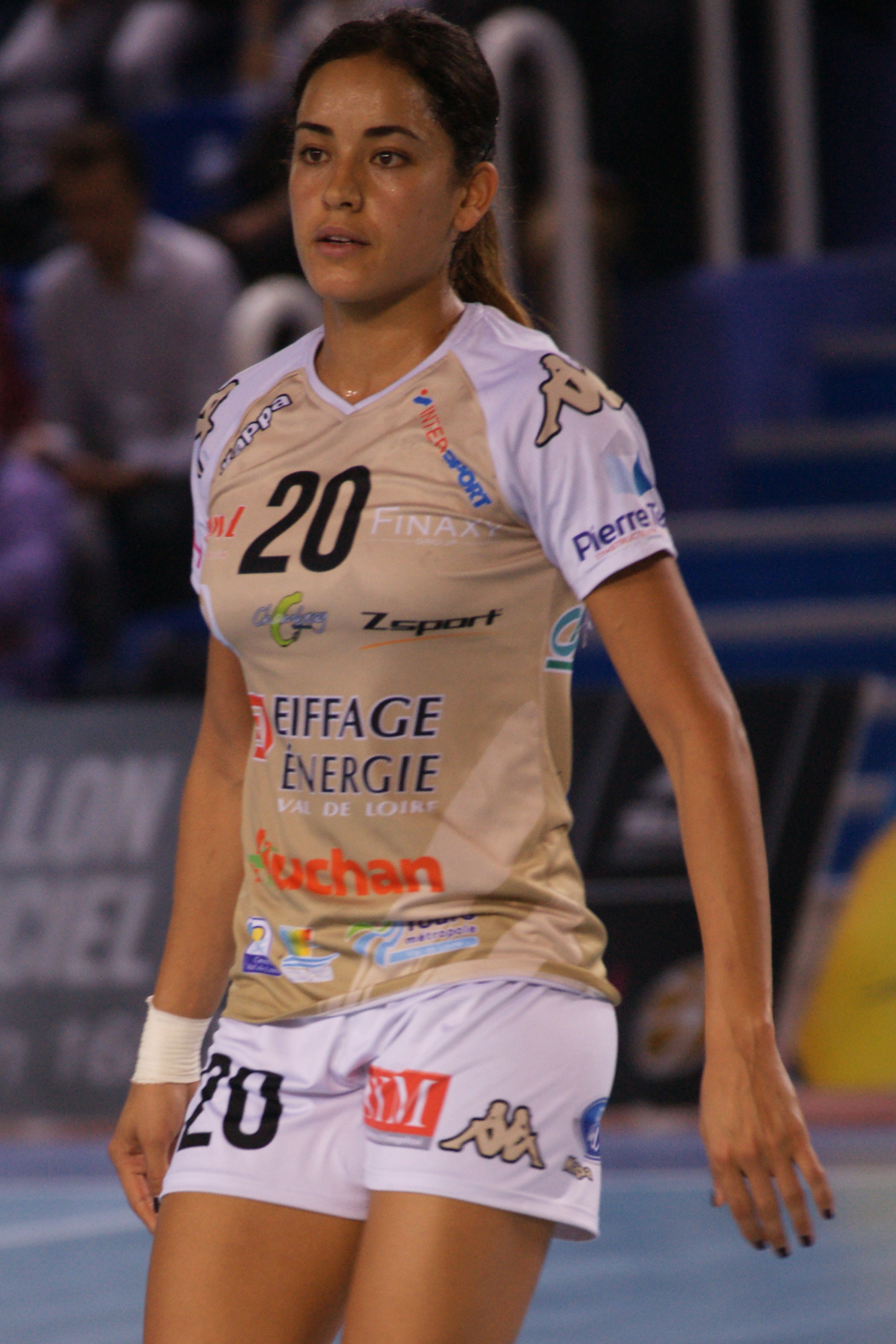
Mouna Chebbah (* 1982)

- 1982: Mouna Chebbah, tunesische Handballspielerin
- 1983: Claudia Cadelo, kubanische Bloggerin
- 1983: Jaroslav Janiš, tschechischer Automobilrennfahrer
- 1983: Antonio Mirante, italienischer Fußballspieler
- 1984: Alexis Dziena, US-amerikanische Schauspielerin
- 1984: Grégoire Burquier, französischer Tennisspieler
- 1984: John Martin, australischer Automobilrennfahrer
- 1986: Jake McDorman, US-amerikanischer Schauspieler
- 1986: Denis-Danso Weidlich, deutsch-ghanaischer Fußballspieler
- 1986: Adrian Winter, Schweizer Fußballspieler
- 1988: Santiago García, argentinischer Fußballspieler
- 1988: Paul Lafargue, französischer Automobilrennfahrer
- 1989: René Pitter, österreichischer Fußballspieler
- 1989: Joey Suk, niederländischer Fußballspieler
- 1990: Katrin Eckermann, deutsche Springreiterin
- 1990: Berit Kauffeldt, deutsche Volleyballspielerin
- 1990: Alexandru Maxim, rumänischer Fußballspieler

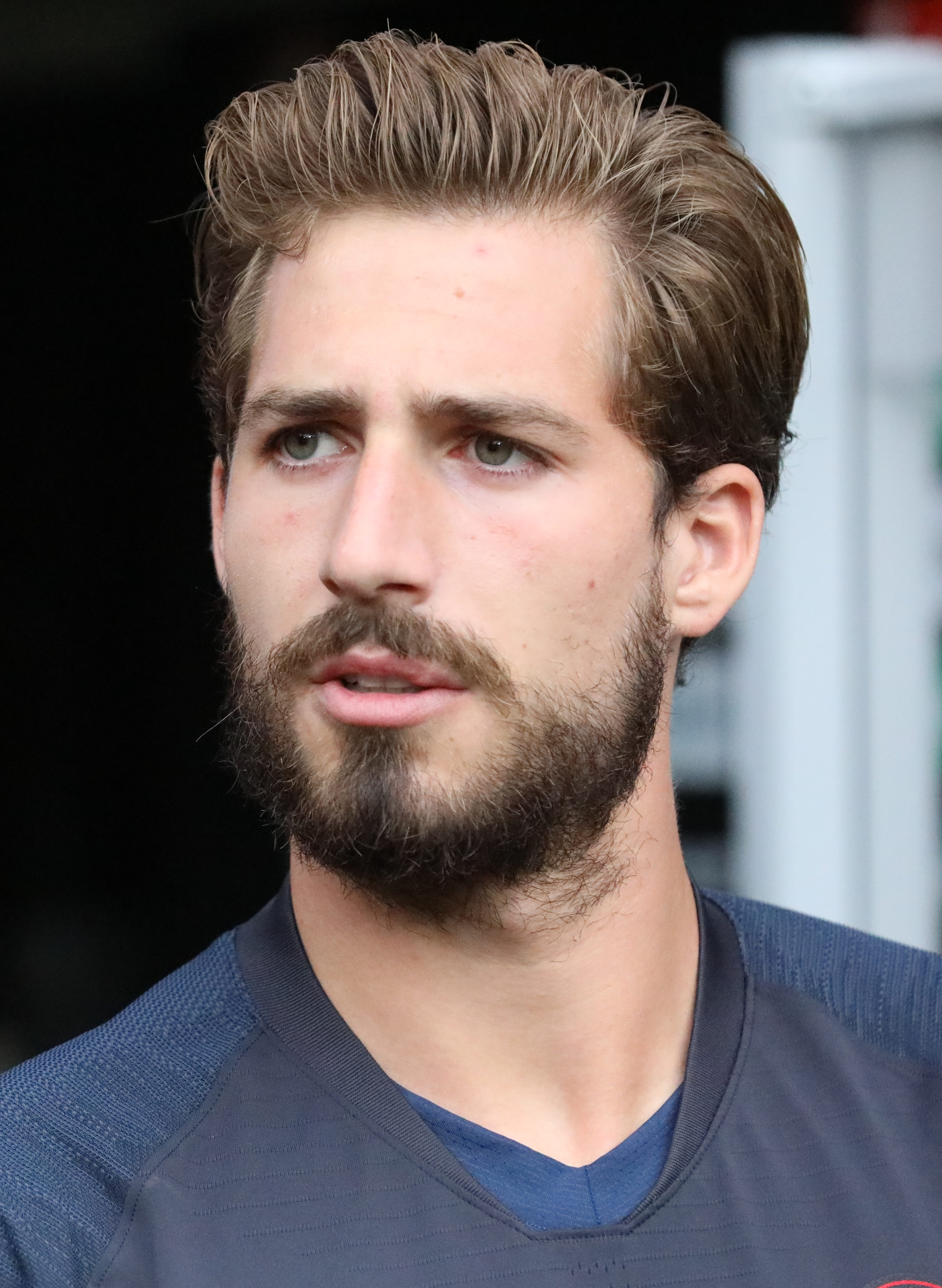
Kevin Trapp (* 1990)

- 1990: Fabian Molina, Schweizer Politiker
- 1990: Kevin Trapp, deutscher Fußballspieler
- 1991: Virgil van Dijk, niederländischer Fußballspieler
- 1991: Kazjaryna Perepetschajewa, belarussische Billardspielerin
- 1992: James Virgili, australischer Fußballspieler
- 1993: Angelica Bengtsson, schwedische Stabhochspringerin
- 1993: Aimee Kelly, britische Schauspielerin
- 1994: Dimitri Van den Bergh, belgischer Dartspieler
- 1995: Marc Cardona, spanischer Fußballspieler
- 1995: John D’Leo, US-amerikanischer Schauspieler
- 1995: Tamara Derbuschewa, russische Biathletin
- 1998: Jaden Smith, US-amerikanischer Schauspieler
- 1998: Jonas Stark, deutscher Pianist
- 1999: Viktor Brandt, schwedischer Biathlet
- 1999: Enrico Brignola, italienischer Fußballspieler

### 21. Jahrhundert

#### 2001–2025
2002: Davide Piganzoli, italienischer Radrennfahrer

## Gestorben

### Vor dem 17. Jahrhundert
- 0810: Pippin, Sohn von Karl dem Großen, Unterkönig von Italien
- 0815: Baugulf von Fulda, Abt des Klosters Fulda
- 0873: Gunthar, Erzbischof von Köln
- 0901: Grimbald, deutscher Benediktiner und Heiliger
- 0975: Edgar, englischer König
- 1115: Peter der Einsiedler, französischer Prediger und Anführer des Volkskreuzzugs
- 1153: Eugen III., Papst
- 1190: Gottfried I. von Spitzenberg-Helfenstein, kaiserlicher Hofkanzler, Bischof von Regensburg und Würzburg, Teilnehmer des dritten Kreuzzugs
- 1249: Alexander II., König von Schottland
- 1253: Theobald der Sänger, Graf von Champagne und König von Navarra
- 1261: Adolf IV., Graf von Schauenburg und Holstein
- 1270: Heilewigis, Äbtissin im Stift Freckenhorst

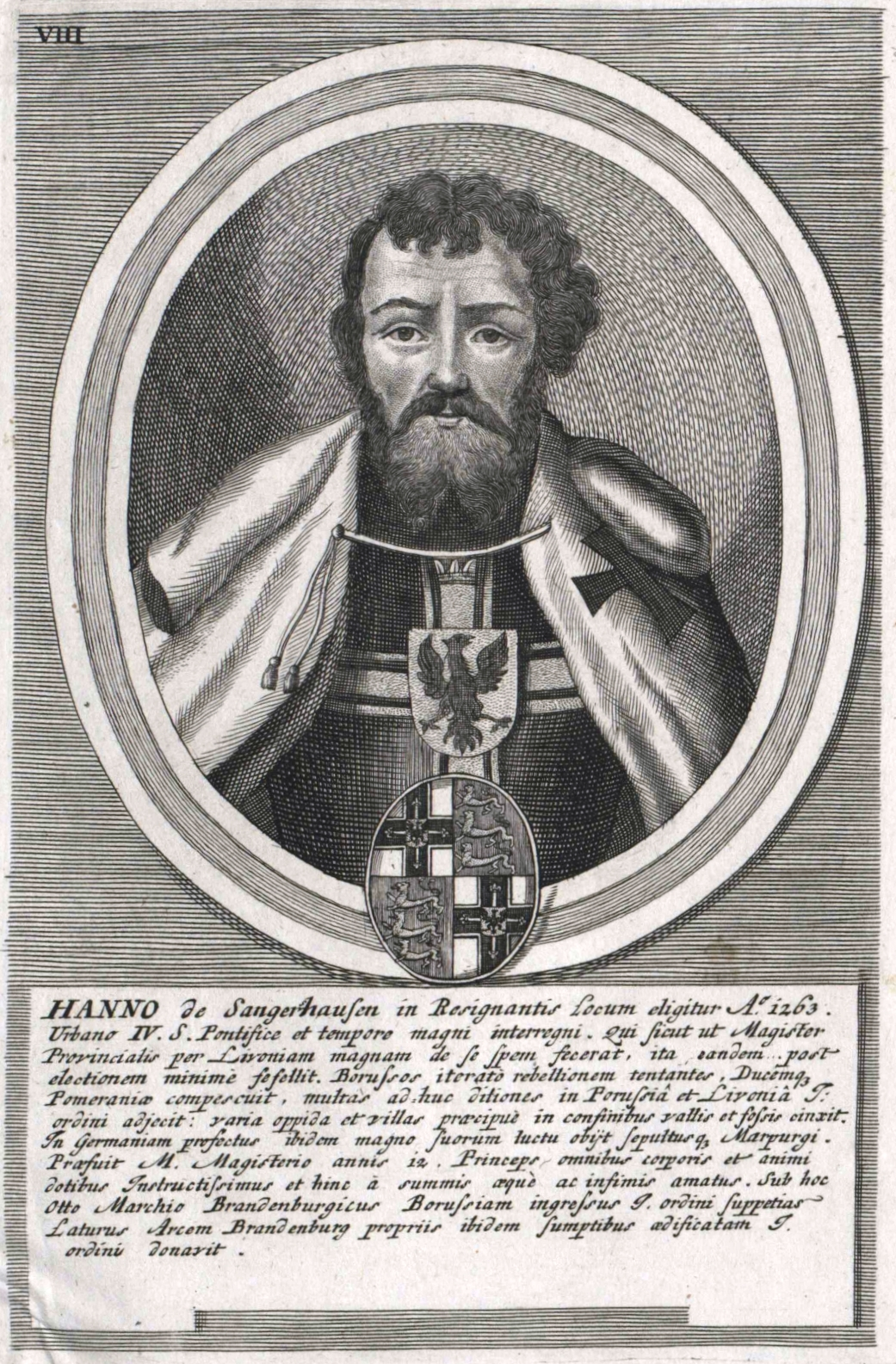
Anno von Sangerhausen († 1273)

- 1273: Anno von Sangerhausen, 10. Hochmeister des Deutschen Ordens
- 1324: Gertrud II. von Boventhen, Äbtissin des Stiftes Gernrode
- 1357: Hermann von Schildesche, Augustiner-Eremit und theologischer Schriftsteller
- 1376: Herbord von Bischofsroda, Gelehrter und Propst
- 1390: Albert von Rickmersdorf, deutscher Mathematiker und Logiker

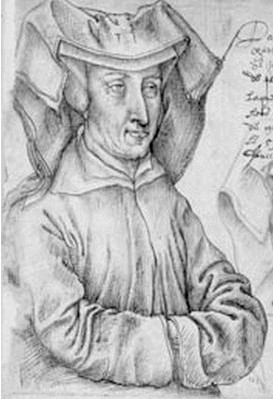
Michelle de Valois († 1422)

- 1422: Michelle de Valois, französische Prinzessin, Herzogin von Burgund
- 1441: Baldwin II., deutscher Abt, Erzbischof von Bremen
- 1458: Gottfried Lange, Bischof von Schwerin
- 1507: Anna Notaras, byzantinische Adelige, Mitglied der griechischen Exilgemeinde in Venedig und Mäzenin
- 1529: Hans Treyer, Täufer
- 1532: Andrea Briosco, italienischer Bildhauer, Goldschmied und Medailleur
- 1538: Diego de Almagro, spanischer Konquistador
- 1577: Veit II. von Würtzburg, Fürstbischof von Bamberg
- 1582: Lucas Lossius, deutscher lutherischer Theologe und Hymnologe
- 1583: Hermann Raphael Rodensteen, niederländischer Orgelbauer
- 1596: Leonhard Thurneysser, Basler Goldschmied, Metallurg, Hüttentechniker und Gelehrter
- 1597: Luís Fróis, portugiesischer Missionar der Gesellschaft Jesu

### 17./18. Jahrhundert
- 1615: Owen Günther, deutscher Philosoph

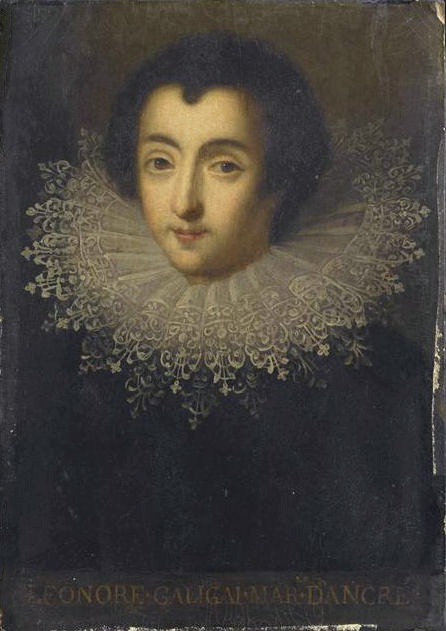
Leonora Galigaï († 1617)

- 1617: Leonora Galigaï, Ziehschwester und Hofdame Maria von Medicis am toskanischen und französischen Hof
- 1623: Gregor XV., Papst
- 1633: Jean de Merode, kaiserlicher General im Dreißigjährigen Krieg
- 1636: John Hepburn, schottischer Heerführer, Marschall von Frankreich
- 1651: Charlotte des Essarts, französische Adlige und Mätresse
- 1667: Zacharias Lund, deutscher Dichter und klassischer Philologe
- 1676: Franz I. Rákóczi, Fürst von Siebenbürgen
- 1681: Georg Neumark, deutscher Komponist von Kirchenliedern
- 1684: Michele Fabris, ungarischer Bildhauer
- 1687: Johann Franz von Preysing, Bischof von Chiemsee
- 1690: Neil O’Neill, irischer katholischer Adeliger und Chieftain

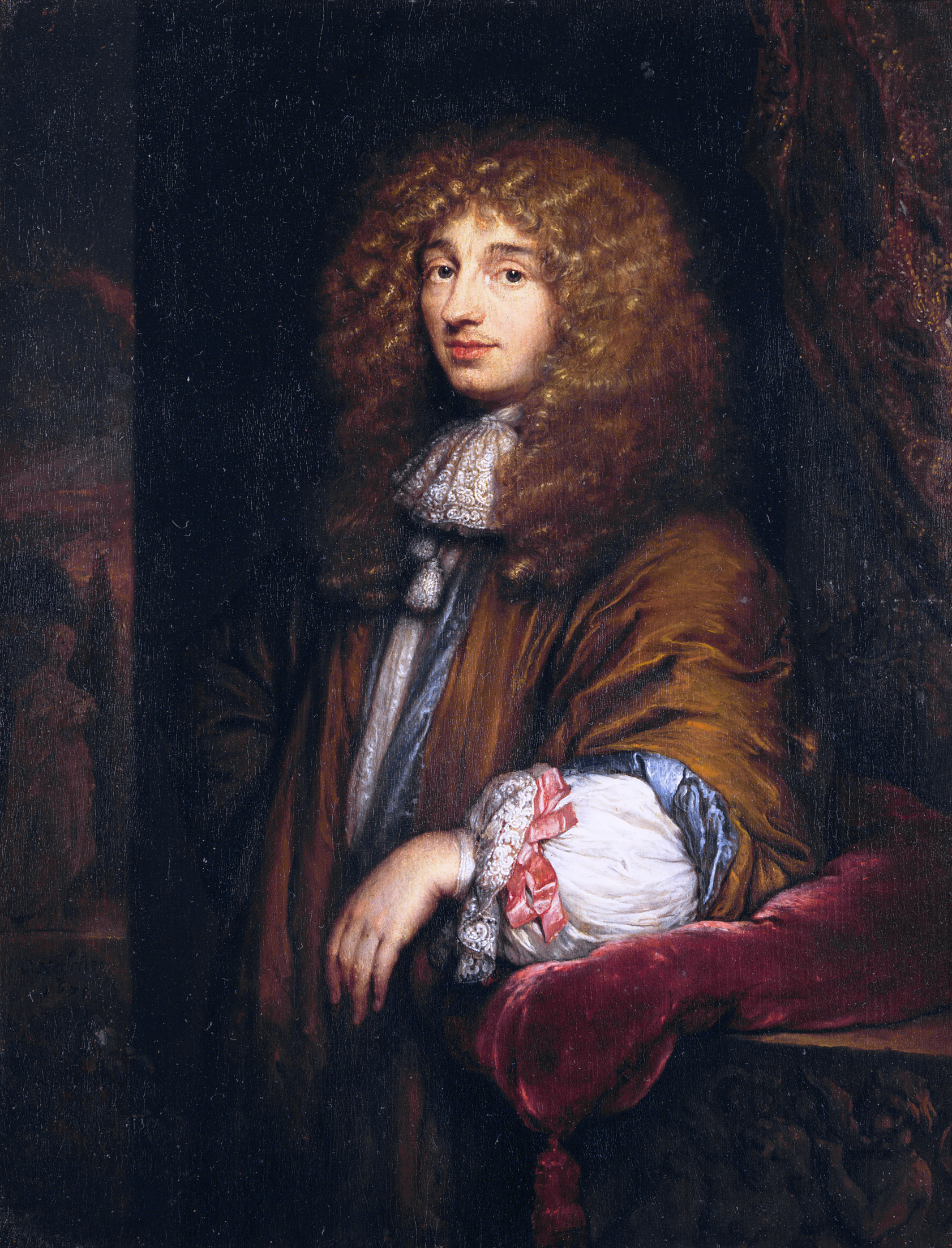
Christiaan Huygens († 1695)

- 1695: Christiaan Huygens, niederländischer Astronom, Mathematiker und Physiker
- 1706: Leonard Plukenet, englischer Botaniker
- 1710: Jean Donneau de Visé, französischer Schriftsteller und Publizist
- 1721: Elihu Yale, Kaufmann walisischer Abstammung, Gouverneur der Britischen Ostindienkompanie in Madras und Förderer des nach ihm benannten Yale College
- 1736: Heinrich Ludolf Spancken, deutscher Priester und Abt
- 1739: Carlo Colonna, Kardinal der Römischen Kirche
- 1740: Pjotr Michailowitsch Jeropkin, russischer Architekt und Architekturtheoretiker
- 1770: Jean-Baptiste de Durfort, Marschall von Frankreich
- 1780: Gerhard Schøning, norwegischer Historiker
- 1783: Johann Jakob Zeiller, österreichischer Maler
- 1784: Torbern Olof Bergman, schwedischer Chemiker
- 1784: Adam Wassiljewitsch Olsufjew, russischer Aufklärer, Politiker, Schriftsteller und Mäzen
- 1796: Adam Naruszewicz, polnischer Dichter
- 1797: François Louis de Bons, Schweizer evangelischer Geistlicher und Hochschullehrer

### 19. Jahrhundert
- 1803: Francesco Casanova, italienischer Maler
- 1803: Helene Martini, Mätresse und Vertraute von Ludwig VIII. von Hessen-Darmstadt

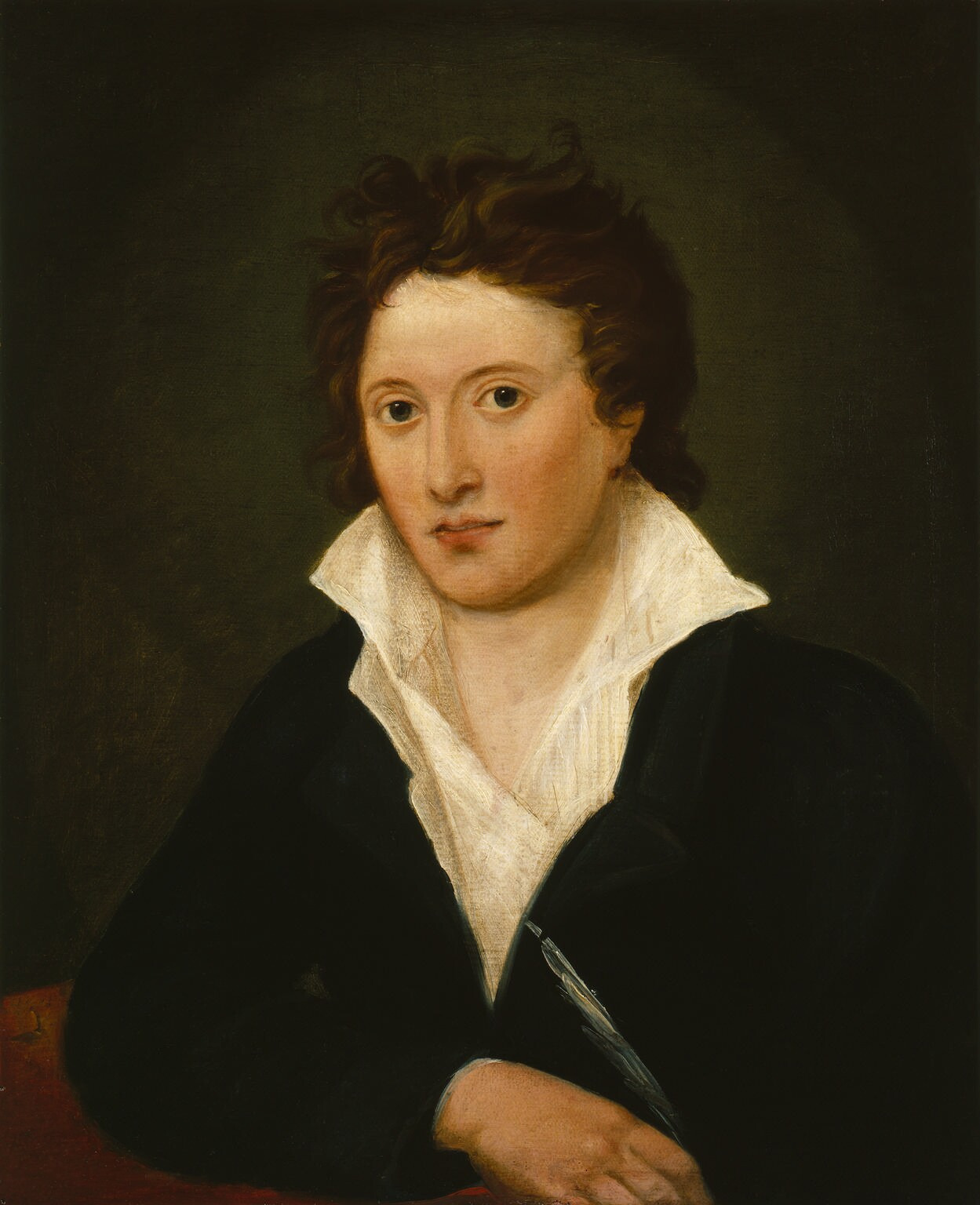
Percy Bysshe Shelley († 1822)

- 1822: Percy Bysshe Shelley, britischer Schriftsteller
- 1823: Henry Raeburn, schottischer Porträtmaler
- 1826: Gottlieb von Ehrhart, deutscher Mediziner
- 1826: Luther Martin, einer der Gründerväter der USA
- 1827: Robert Surcouf, französischer Marineoffizier und Korsar
- 1833: Christian Bethmann, deutscher Orgelbauer
- 1850: Adolphus Frederick, 1. Duke of Cambridge, britischer Feldmarschall
- 1854: Katharina Lanz, Tiroler Magd und Freiheitskämpferin, gilt als Jeanne d’Arc Tirols
- 1855: William Edward Parry, britischer Admiral und Polarforscher
- 1857: Karl Emil Adelbert von Herder, deutscher Gutsbesitzer und Landwirt
- 1858: Ferdinand von Stelzhammer, österreichischer Jurist
- 1859: Oskar I., König von Schweden und Norwegen
- 1862: Hans Mathias Velschow, dänischer Historiker
- 1864: David Hazzard, US-amerikanischer Politiker, Gouverneur des Bundesstaates Delaware

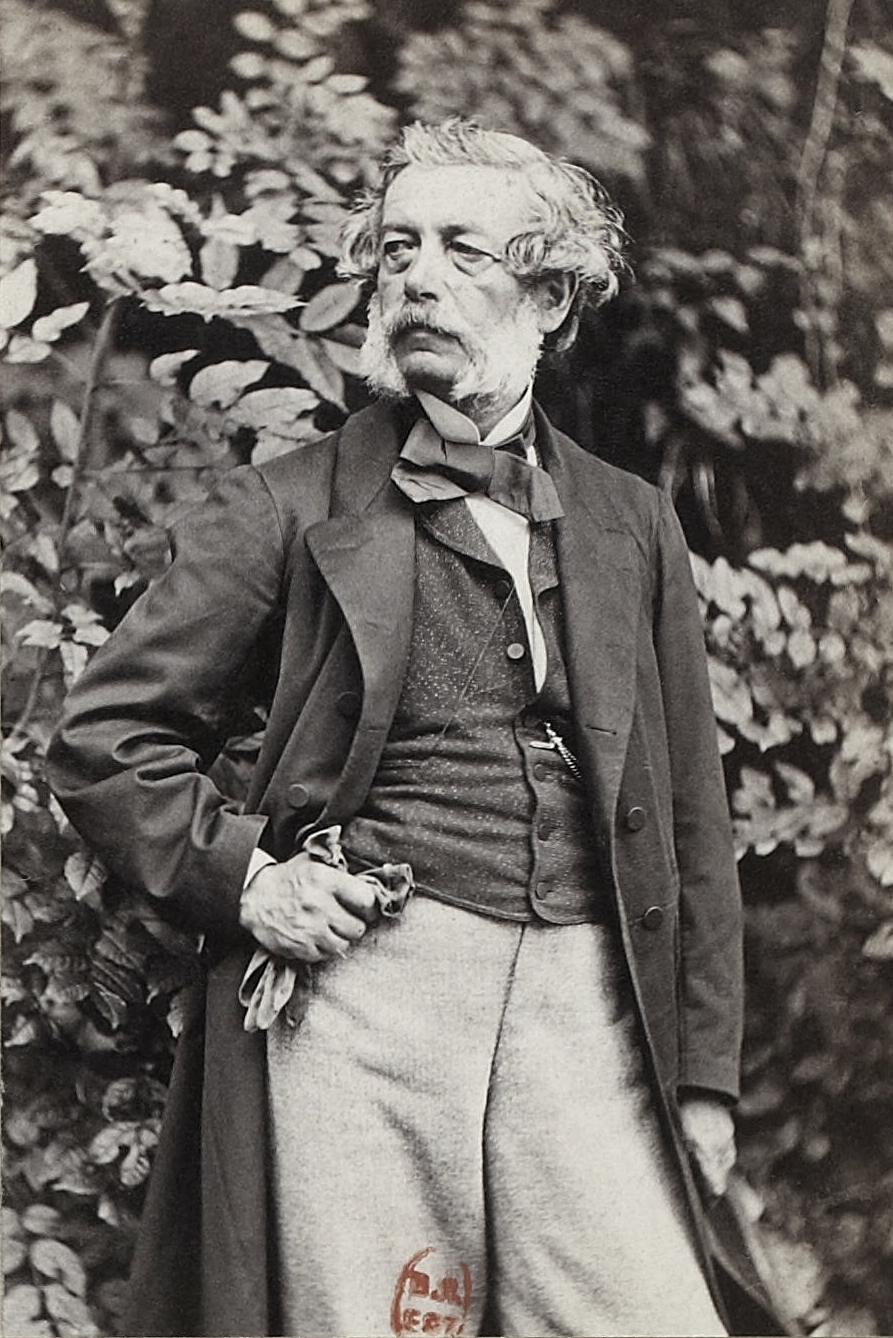
Franz Xaver Winterhalter († 1873)

- 1873: Franz Xaver Winterhalter, deutscher Porträtmaler und Lithograf
- 1878: Juan Pedro Esnaola, argentinischer Komponist
- 1884: Georg Eberlein, deutscher Baumeister und Maler
- 1893: Abraham K. Allison, US-amerikanischer Politiker, Gouverneur des Bundesstaates Florida
- 1894: Wladimir Nikititsch Kaschperow, russischer Komponist
- 1895: Alessandro Busi, italienischer Komponist und Musikpädagoge
- 1895: Josef Loschmidt, österreichischer Physiker und Chemiker
- 1897: Isham G. Harris, US-amerikanischer Politiker, Gouverneur, Abgeordneter, Senator aus Tennessee
- 1898: Soapy Smith, US-amerikanischer Geschäftsmann und Gangster

### 20. Jahrhundert

#### 1901–1950
- 1903: Georgine Köhler, deutsche Schriftstellerin
- 1903: Sigismund von Zedlitz und Neukirch, deutscher Jagdkynologe und Jagdschriftsteller (Hegewald)
- 1905: Rudolf Hilty, Schweizer Unternehmer und Politiker
- 1913: Louis Hémon, französischer Schriftsteller

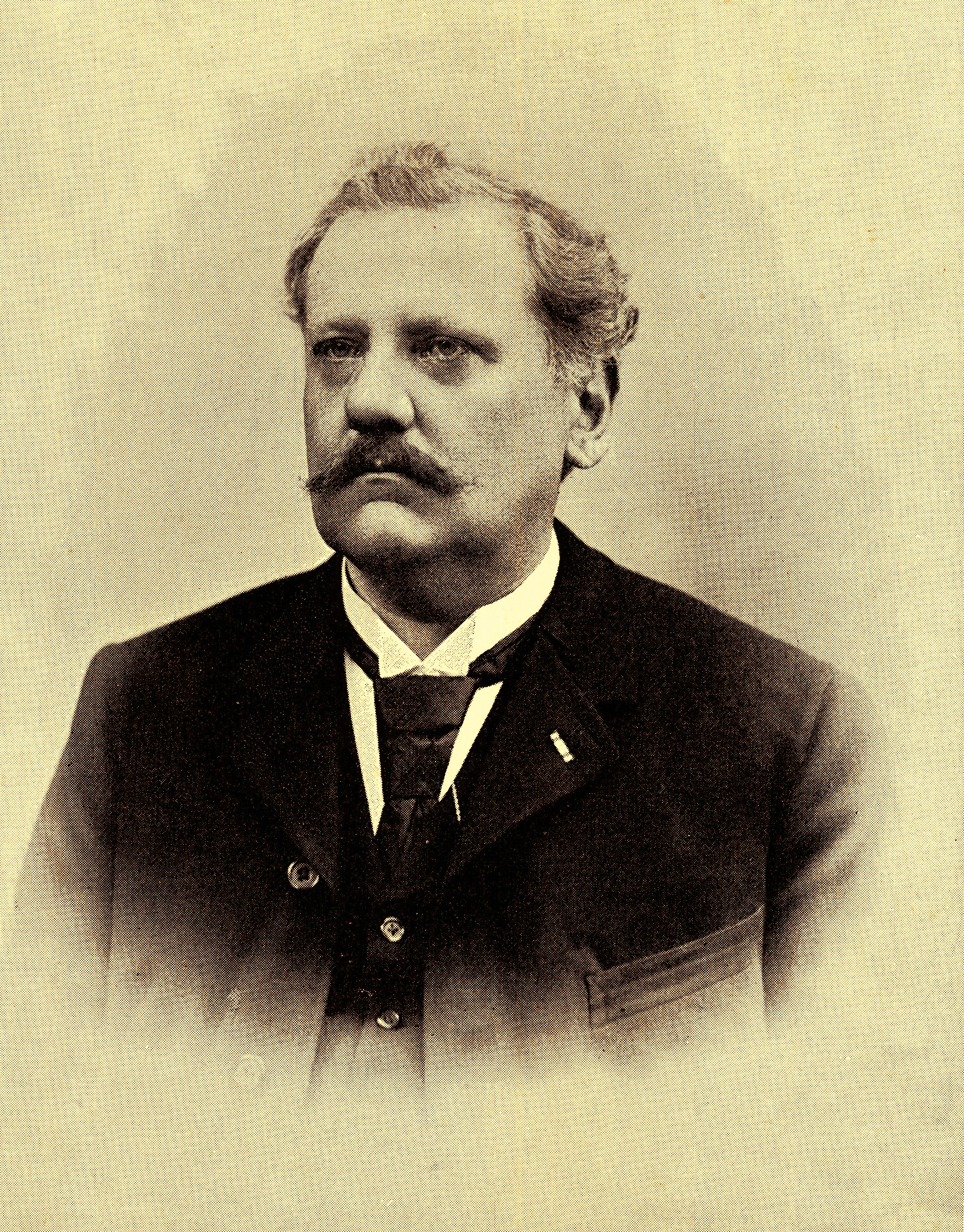
Carel Herman Aart van der Wijck († 1914)

- 1914: Carel Herman Aart van der Wijck, Generalgouverneur von Niederländisch-Indien
- 1916: Hermann Gehrmann, deutscher Musikkritiker und Komponist
- 1916: Henriette Johanne Marie Müller, Hamburger Original („Zitronenjette“)
- 1918: Paula Dehmel, deutsche Schriftstellerin
- 1918: Antonio Fagnano, italienischer Automobilrennfahrer
- 1919: Eugen Guglia, österreichischer Historiker, Journalist und Schriftsteller
- 1923: Adolph Kirdorf, deutscher Manager in der Montanindustrie
- 1928: Erich Adickes, deutscher Philosoph
- 1932: Julius Ackerknecht, deutscher Pädagoge
- 1933: Anthony Hope, britischer Rechtsanwalt und Schriftsteller
- 1934: Johann Ahlhorn, deutscher Politiker, MdR
- 1935: Albert Ahn, deutscher Verleger und Industrieller
- 1935: Ignát Herrmann, tschechischer Schriftsteller, Humorist und Redakteur

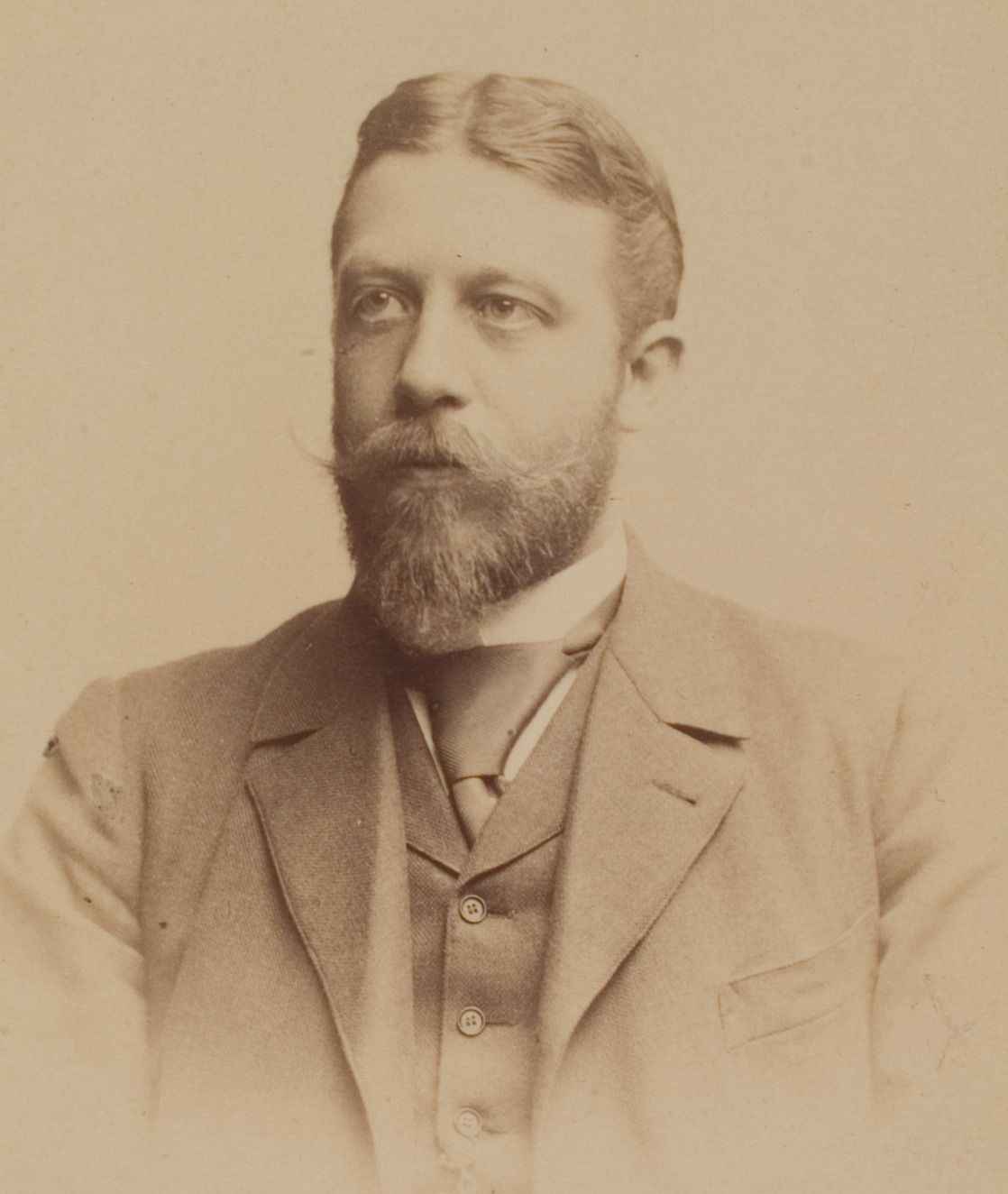
Friedrich Maurer († 1936)

- 1936: Friedrich Wilhelm Maurer, deutscher Mediziner
- 1937: Axel Bakunts, armenischer Schriftsteller, Übersetzer und Drehbuchautor

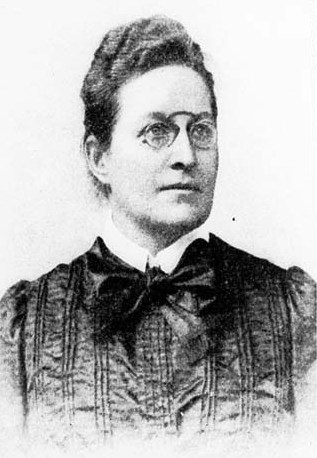
Anna Pappritz († 1939)

- 1939: Anna Pappritz, deutsche Schriftstellerin und Frauenrechtlerin
- 1939: Georg Wegener, deutscher Geograph und Forschungsreisender
- 1941: Agnes Straub, deutsche Schauspielerin
- 1941: Philippe Gaubert, französischer Komponist und Flötist
- 1943: Jean Moulin, französischer Widerstandskämpfer und ein Anführer der Résistance, Opfer des Nationalsozialismus
- 1944: Marianne Cohn, deutsche Fürsorgerin, Opfer des NS-Regimes
- 1944: George B. Seitz, US-amerikanischer Filmregisseur
- 1946: Alexander Wassiljewitsch Alexandrow, russischer Komponist
- 1947: Alma Auswald-Heller, österreichische Schriftstellerin und Malerin
- 1948: Bruno H. Bürgel, deutscher Astronom, Schriftsteller und Publizist

#### 1951–2000
- 1951: Joseph-Jean Goulet, kanadischer Violinist, Dirigent und Musikpädagoge
- 1951: Eva Klemperer, Konzertpianistin, Malerin und Übersetzerin, Ehefrau von Victor Klemperer
- 1952: Karl Jakob Hirsch, deutscher Künstler und Schriftsteller
- 1953: Fritz Steuri, Schweizer Bergführer und Skisportler
- 1954: August Liessens, belgisch-kanadischer Organist und Komponist
- 1961: Julián Bautista, argentinischer Komponist

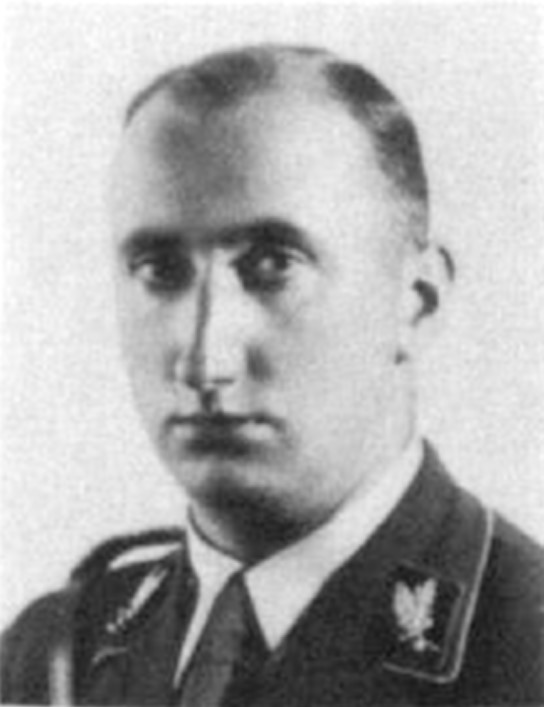
Karl Gutenberger († 1961)

- 1961: Karl Gutenberger, deutscher Politiker, General der SS und Waffen-SS, Kriegsverbrecher
- 1962: Gustav Gundelach, deutscher Politiker, MdL, MdB, Widerstandskämpfer gegen den Nationalsozialismus
- 1965: Carlotta Brinckmann, deutsche Weberin und Textilrestauratorin
- 1967: Vivien Leigh, britische Film- und Theaterschauspielerin (Vom Winde verweht, Endstation Sehnsucht)
- 1973: Bruno Buzek, österreichischer Architekt
- 1974: Louis Rigal, französischer Automobilrennfahrer
- 1975: Raffaele Scorzoni, italienischer Fußballschiedsrichter und -funktionär
- 1975: Lennart Skoglund, schwedischer Fußballspieler
- 1975: Trude Wollschläger, deutsche Schwimmerin
- 1976: Hans Grund, deutscher Generalmajor
- 1976: Leonardo Pedroza, venezolanischer Musiker und Orchesterleiter
- 1977: Katherine Stinson, US-amerikanische Flugpionierin
- 1978: Antoinette Giroux, kanadische Schauspielerin
- 1979: Tommaso Landolfi, italienischer Schriftsteller

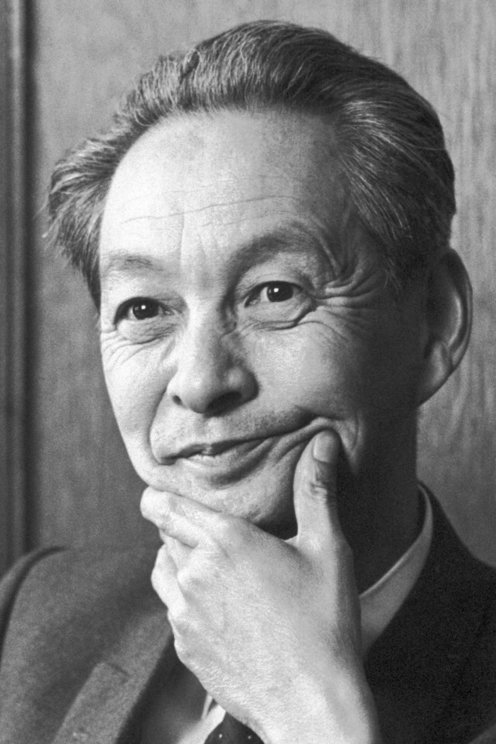
Shin’ichirō Tomonaga († 1979)

- 1979: Shin’ichirō Tomonaga, japanischer Physiker, Nobelpreisträger
- 1979: Robert B. Woodward, US-amerikanischer Chemiker, Nobelpreisträger
- 1980: Erich Marckhl, österreichischer Musikwissenschaftler und Komponist
- 1981: Walther Ahrens, deutscher Mikrobiologe und Hygieniker
- 1983: Takayanagi Shigenobu, japanischer Lyriker
- 1984: Franz Fühmann, deutscher Schriftsteller
- 1984: José Quintero Parra, Erzbischof von Caracas, Kardinal
- 1985: Wim Addicks, niederländischer Fußballspieler
- 1985: Simon Smith Kuznets, US-amerikanischer Ökonom russisch-jüdischer Herkunft, Nobelpreisträger
- 1986: Hyman Rickover, US-amerikanischer Admiral
- 1986: Gérard Ernest Schneider, Schweizer Maler
- 1988: Ray Barbuti, US-amerikanischer Sprinter, Olympiasieger
- 1989: August Haußleiter, deutscher Politiker und Journalist, MdL
- 1989: Platon Majboroda, ukrainischer Komponist
- 1990: Howard Duff, US-amerikanischer Schauspieler
- 1991: Geoff Love, britischer Bandleader, Komponist, Arrangeur und Posaunist
- 1992: Alexander Bergenthal, deutscher Brigadegeneral des Heeres der Bundeswehr
- 1993: Irmgard Heilmann, deutsche Schriftstellerin
- 1993: John Riseley-Prichard, britischer Automobilrennfahrer
- 1994: Christian-Jaque, französischer Regisseur

Kim Il-sung († 1994)

- 1994: Kim Il-sung, nordkoreanischer Politiker, Diktator
- 1994: Raymond Lussan, französischer Automobilrennfahrer
- 1994: Flower A. Newhouse, US-amerikanische Autorin
- 1995: Günter Bialas, deutscher Komponist
- 1995: Edmondo Fabbri, italienischer Fußballspieler und -trainer
- 1996: Albrecht von Bayern, Chef des Hauses Wittelsbach
- 1996: Adelheid Duvanel, Schweizer Schriftstellerin
- 1997: Tony Thomas, britisch-US-amerikanischer Filmhistoriker, Fernseh- und Musikproduzent
- 1998: Miloslav Kořínek, aus Tschechien gebürtiger slowakischer Komponist und Hochschullehrer
- 1998: Jacques Normand, kanadischer Sänger und Entertainer
- 1999: Pete Conrad, US-amerikanischer Astronaut
- 1999: Günter Caspar, deutscher Cheflektor des Aufbau Verlages

### 21. Jahrhundert

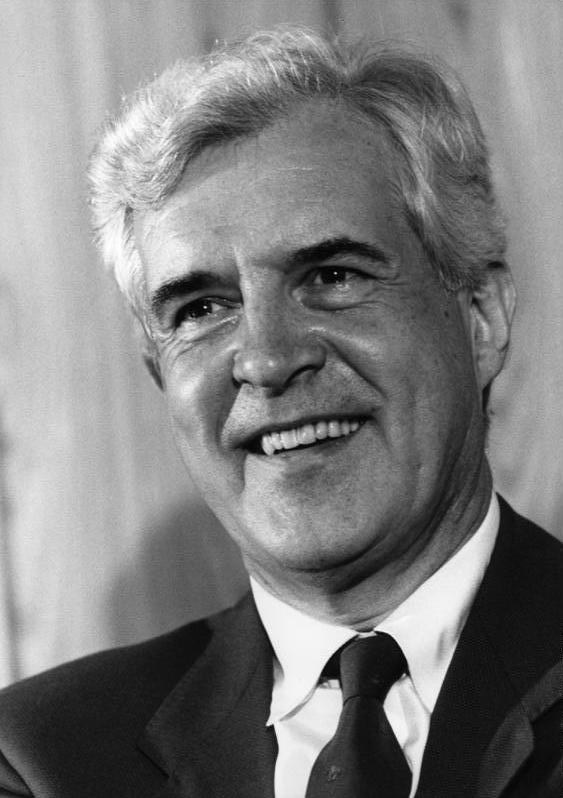
Peter Boenisch († 2005)

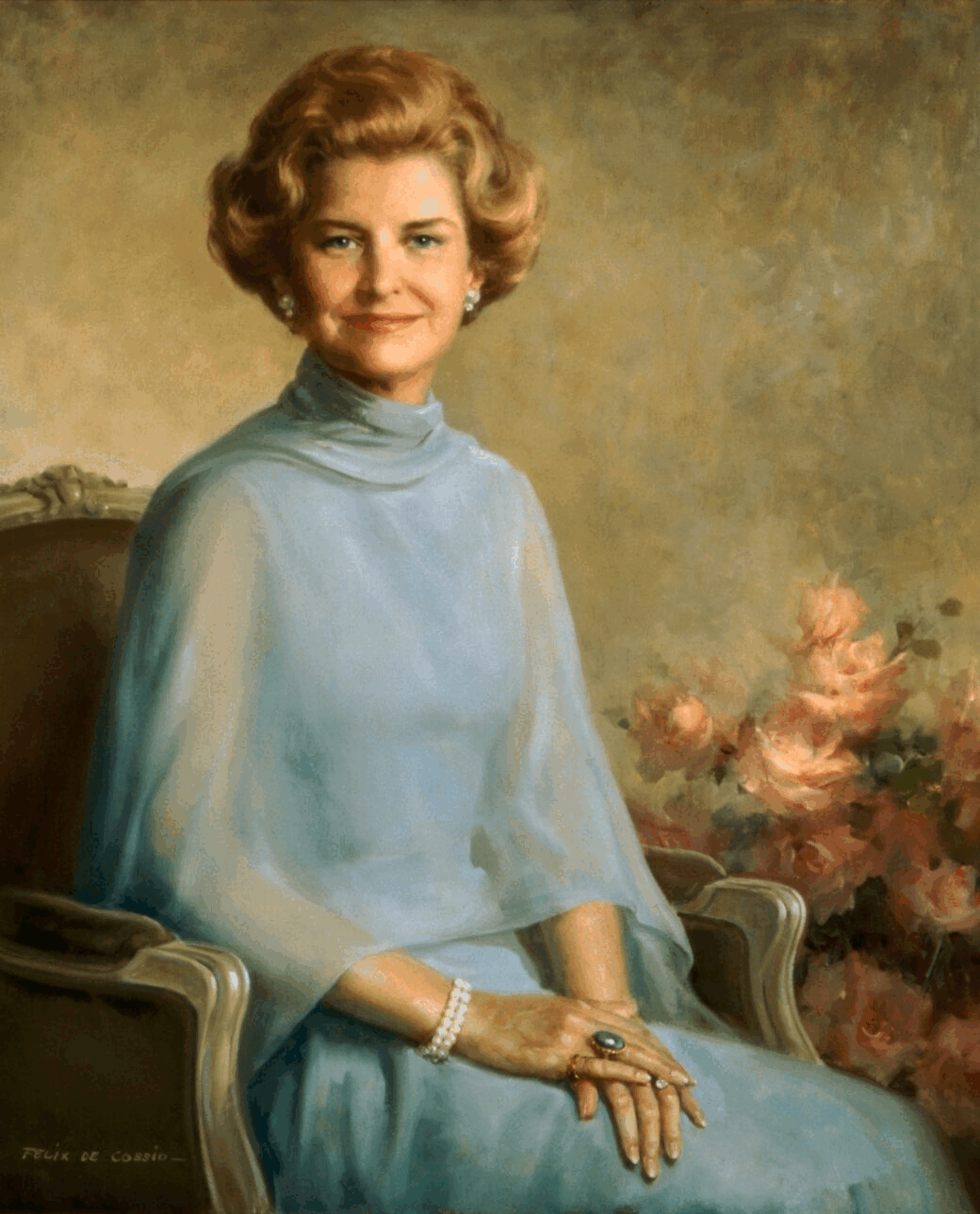
Betty Ford († 2011)

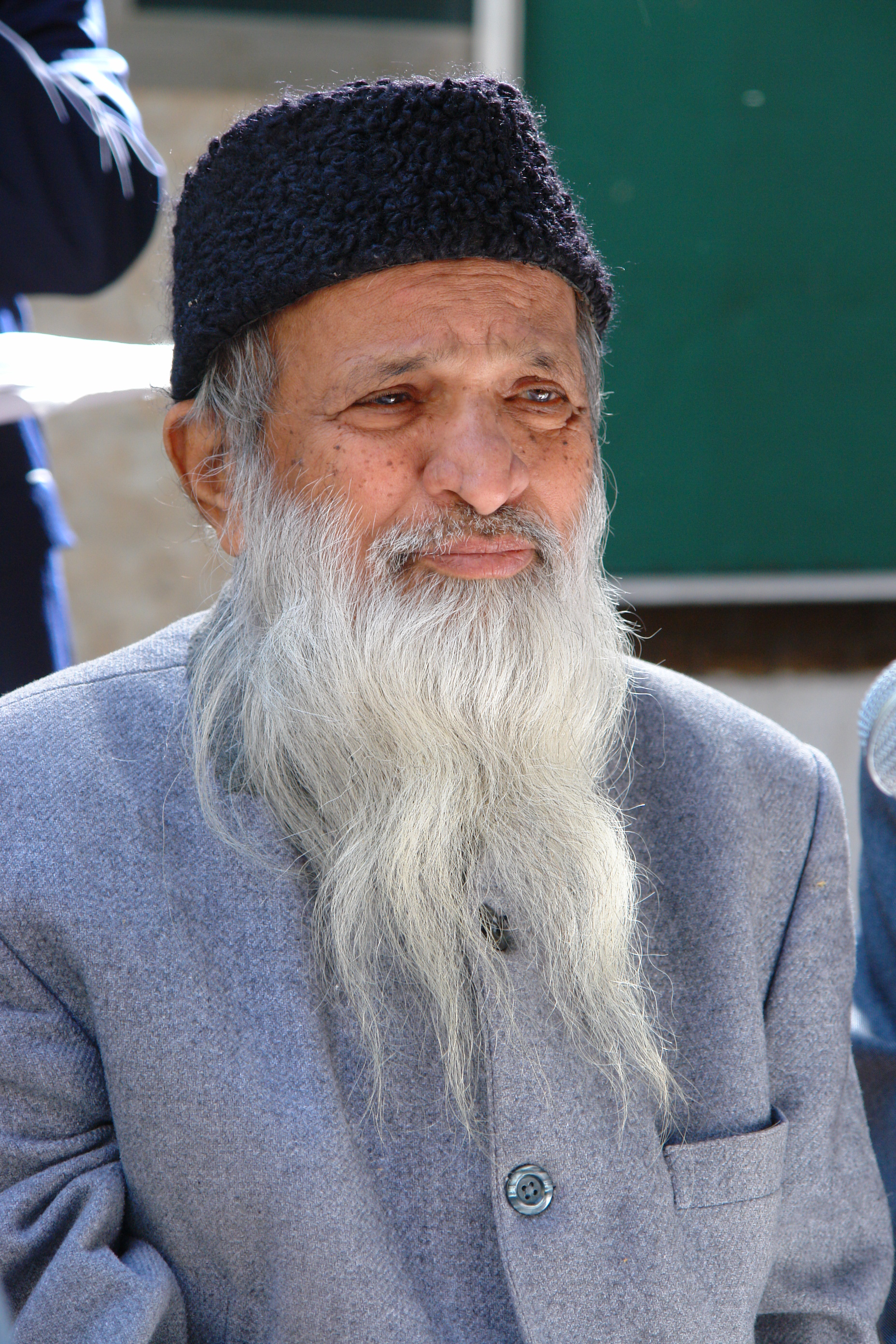
Abdul Sattar Edhi († 2016)

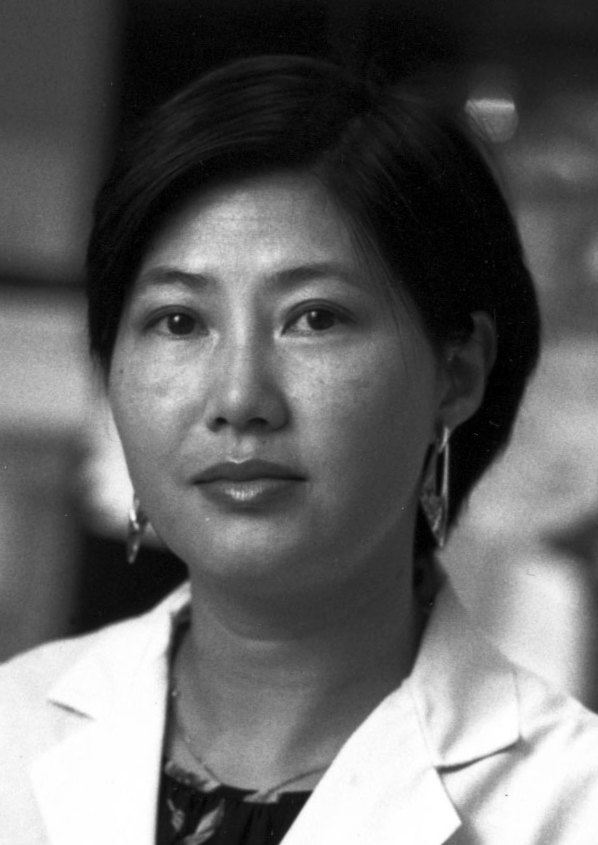
Flossie Wong-Staal († 2020)

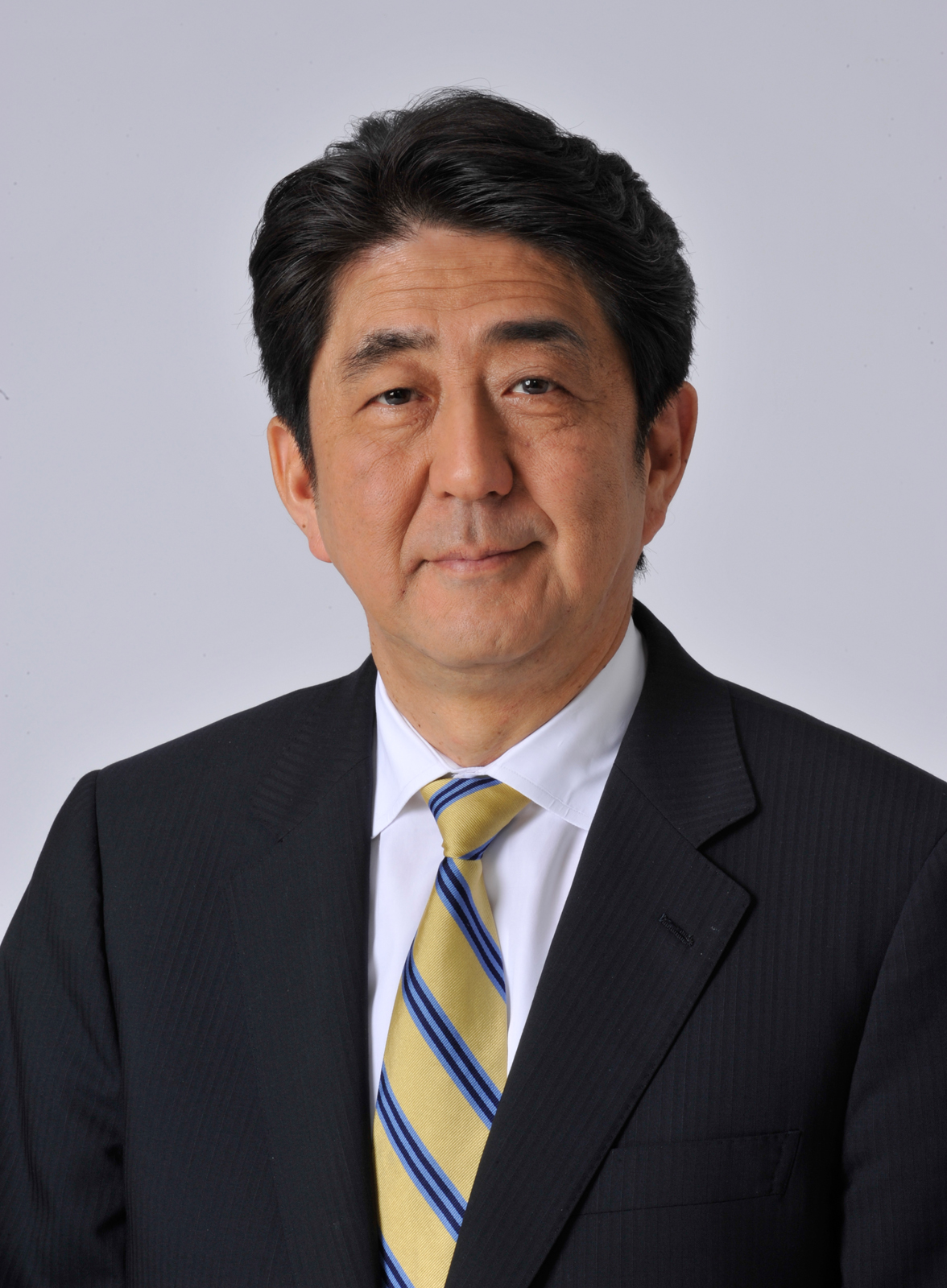
Shinzō Abe († 2022)

- 2001: Ernst Baier, deutscher Eiskunstläufer, Olympiasieger, mehrfacher Weltmeister
- 2001: Christl Haas, österreichische Skirennläuferin, Weltmeisterin, Olympiasiegerin
- 2003: Ladan und Laleh Bijani, iranische siamesische Zwillinge
- 2003: Lewis Coser, US-amerikanischer Soziologe
- 2003: Hugo Erb, Schweizer Unternehmer
- 2004: Chlodwig Poth, deutscher Humorist, Zeichner und Karikaturist
- 2005: Peter Boenisch, deutscher Journalist, Chefredakteur und Herausgeber, Regierungssprecher
- 2006: June Allyson, US-amerikanische Schauspielerin
- 2006: Pjetër Arbnori, albanischer Schriftsteller, Dissident und Politiker, Parlamentspräsident
- 2006: Sabine Dünser, Liechtensteiner Sängerin
- 2006: Markus Kronthaler, österreichischer Extrembergsteiger
- 2007: Jindřich Feld, tschechischer Komponist
- 2007: Kurt Hertha, deutscher Textdichter und Komponist
- 2007: Kajo Schommer, deutscher Politiker, Landesminister
- 2009: Detlev Samland, deutscher Politiker
- 2010: Gerold Becker, deutscher Pädagoge und Erziehungswissenschaftler
- 2010: Gerhard Hochschild, US-amerikanischer Mathematiker
- 2010: Bidsina Kwernadse, georgischer Komponist
- 2011: Betty Ford, US-amerikanische Präsidentengattin
- 2011: Gordon Krunnfusz, US-amerikanischer Komponist und Musikpädagoge
- 2012: Ernest Borgnine, US-amerikanischer Schauspieler
- 2012: Henry Chilver, Baron Chilver, britischer Politiker
- 2013: Friedrich Gräsel, deutscher Bildhauer
- 2013: Mena Schemm-Gregory, deutsche Paläontologin
- 2014: Vanna Bonta, US-amerikanische Schriftstellerin und Schauspielerin
- 2014: Renato Capriles, venezolanischer Musiker und Orchesterleiter
- 2015: Ruth Kraft, deutsche Schriftstellerin
- 2015: Philippe Rochat, Schweizer Koch
- 2015: Ken Stabler, US-amerikanischer American-Football-Spieler
- 2016: Abdul Sattar Edhi, pakistanischer Philanthrop
- 2016: William Hardy McNeill, US-amerikanischer Historiker und Autor
- 2017: Nelsan Ellis, US-amerikanischer Schauspieler
- 2017: Elsa Martinelli, italienische Schauspielerin
- 2018: Tab Hunter, US-amerikanischer Schauspieler und Popsänger
- 2018: Oliver Knussen, britischer Komponist und Dirigent
- 2019: Werner Faulstich, deutscher Medienwissenschaftler
- 2019: Greg Johnson, kanadischer Eishockeyspieler, Olympiamedaillengewinner
- 2020: Amadou Gon Coulibaly, ivorischer Politiker, Premierminister
- 2020: Finn Christian Jagge, norwegischer Skirennläufer, Olympiasieger
- 2020: Alex Pullin, australischer Snowboarder, Weltmeister
- 2020: Naya Rivera, US-amerikanische Schauspielerin, Sängerin und Model
- 2020: Flossie Wong-Staal, chinesisch-US-amerikanische Virologin und Molekularbiologin
- 2022: Luis Echeverría Álvarez, mexikanischer Politiker und Diplomat, Minister, Staatspräsident, Botschafter
- 2022: Gregory Itzin, US-amerikanischer Schauspieler
- 2022: José Eduardo dos Santos, angolanischer Politiker, Staatspräsident
- 2022: Shinzō Abe, japanischer Politiker, Premierminister
- 2025: Fanny Howe, US-amerikanische Dichterin und Schriftstellerin
- 2025: Paulette Jiles, kanadische Schriftstellerin, Dichterin und Romancière

## Feier- und Gedenktage
- Kirchliche Gedenktage
  - Hl. Kilian, irischer Wanderbischof und Märtyrer (evangelisch, katholisch)
  - Hl. Prokop von Ustjug, deutscher Kaufmann (orthodox)
- Namenstage
  - Amelie, Edgar, Kilian

Weitere Einträge enthält die Liste von Gedenk- und Aktionstagen.